# A Magyar Televízió műsorainak listája
A listában a Magyar Televízió (1958–2015) saját készítésű műsorai szerepelnek tematikus bontásban. Ezek túlnyomó részét az M1-es csatornán közvetítették, az M2 hosszú ideig ismétlőadónak számított, az M3 pedig a televízió archív tartalmait sugárzó tematikus csatorna volt.
2015. március 15-től az M1-es csatornán futó műsorok nagy részét az általános szórakoztató csatornává tett Duna vette át.

## Hír-, hírháttér-, és politikai műsorok
| Műsor címe                  | Bemutató             | Megjegyzés |
| --------------------------- | -------------------- | --- |
| A Hét                       | 1970. október 11.    | Összefoglaló a hét politikai eseményeiről. 2003-ban szűnt meg |
| A Lényeg                    |                      | Heti politikai háttérműsor. Műsorvezető: Obersovszky Péter |
| A szólás szabadsága         | 2003. április 20.    | Műsorvezető: Friderikusz Sándor, később Baló György és Krizsó Szilvia                                                                                             |
| Az Este                     | 2002. november 3.    | Az Aktuális utódja. 2015. március 15-től átalakult, és Ma Este lett belőle. Műsorvezetők: D. Bányász Gergő, Jegyes-Tóth Kriszta, Süveges Gergő, Obersovszky Péter |
| Barangolások öt kontinensen | 2010. október 14.    | Világpolitikai magazin. Műsorvezető: Gereben Ágnes |
| Délutáni egyenleg           | 1992. január 6.      | Hírműsor |
| Esti Egyenleg               | 1991                 | Hírműsor |
| Fórum                       | 1968. szeptember 17. | Interaktív politikai fórum |
| Híradó                      | 1959                 | Hírműsor |
| Hírháttér                   | 1985                 | |
| Objektív                    | 1994                 | Politikai magazin |
| Panoráma                    | 1980                 | Chrudinák Alajos külpolitikai háttérműsora |
| Napirend előtt              |                      | A műsor az Országgyűlés munkáját követi és dolgozza fel. Műsorvezető: Nika György                                                                                 |

## Szolgáltató műsorok
| Műsor címe                | Bemutató         | Megjegyzés                                                                                             |
| ------------------------- | ---------------- | --- |
| Ablak                     | 1981. január 23. | Szolgáltató magazinműsor. Műsorvezető: Déri János                                                      |
| MM – megoldások magazinja |                  | Szolgáltató magazin. Erdélyi Claudia – Horváth Szilárd, Szentpéteri Eszter – Fülöp László              |
| Új Reflektor Magazin      | 1984             | Érdekvédelmi riportműsor. Felelős szerkesztő-műsorvezető: Ilkei Csaba. A műsort 1999 őszéig sugározták |
| Vasárnapi turmix          | 1991             | Szolgáltató magazinműsor vasárnap délelőttönként                                                       |

## Információs magazinok
| Műsor címe        | Bemutató             | Megjegyzés |
| ----------------- | -------------------- | --- |
| 112               | 1999                 | Bűnügyi magazin. 2002-ben felváltotta a Kékfény |
| Balatoni nyár     | 2007                 | Információs magazinműsor. Jelenleg a Duna Televízió-n fut. 2021 óta a Nyár címet viseli. |
| Célkeresztben     | 2013. október 19.    | Honvédelmi magazin |
| Család-barát      | 2012. szeptember 17. | 2008. február 4-től sugározta a Duna Televízió, 2012-ben az M1-re került. 2015. március 15-től ismét a Dunán található. Műsorvezetők: Gaskó Balázs, Dióssy Klári, Novodomszky Éva, Onyutha Judit. Jelenleg a Duna Televízió-n fut. 2024 óta a Családi kör címet viseli, amely nem azonos a szintén Családi kör címet viselő korábbi műsorral. |
| Csellengők        | 1994                 | Műsor az elveszett gyermekekért |
| Falutévé          | 1990                 | |
| Időjárás jelentés | 1959                 | |
| Kékfény           | 1964                 | Bűnügyi magazin. Műsorvezető: Szabó László, Olajos Gergő. Jelenleg a Duna TV-n fut. |
| Kupé              | 2008. március 15.    | Vasúti magazin Pálffy István vezetésével. 2009-ben átköltözött a Duna TV-re, műsorvezetője onnantól Mucsányi János lett. |
| Ma reggel         | 2000                 | Reggeli információs magazin. Műsorvezetők: Csete Bea – Gulyás István, Vogyerák Anikó – Fábián Barna |
| Napkelte          | 1989. augusztus 19.  | Reggeli információs magazin |
| Napközi           | 1991                 | |
| Nappali           | 2010                 | |
| Natúra            | 1994. január 15.     | Természetvédelmi magazin Gyenes Károly, Dr. Juhász Árpád, Fiar Sándor és Gaskó Balázs vezetésével. 2012-ben megszűnt. |
| Túrabakancs       | 1996. január 16.     | Turista magazin Papp Endre vezetésével. 1999-ben megszűnt. |

## Sportműsorok

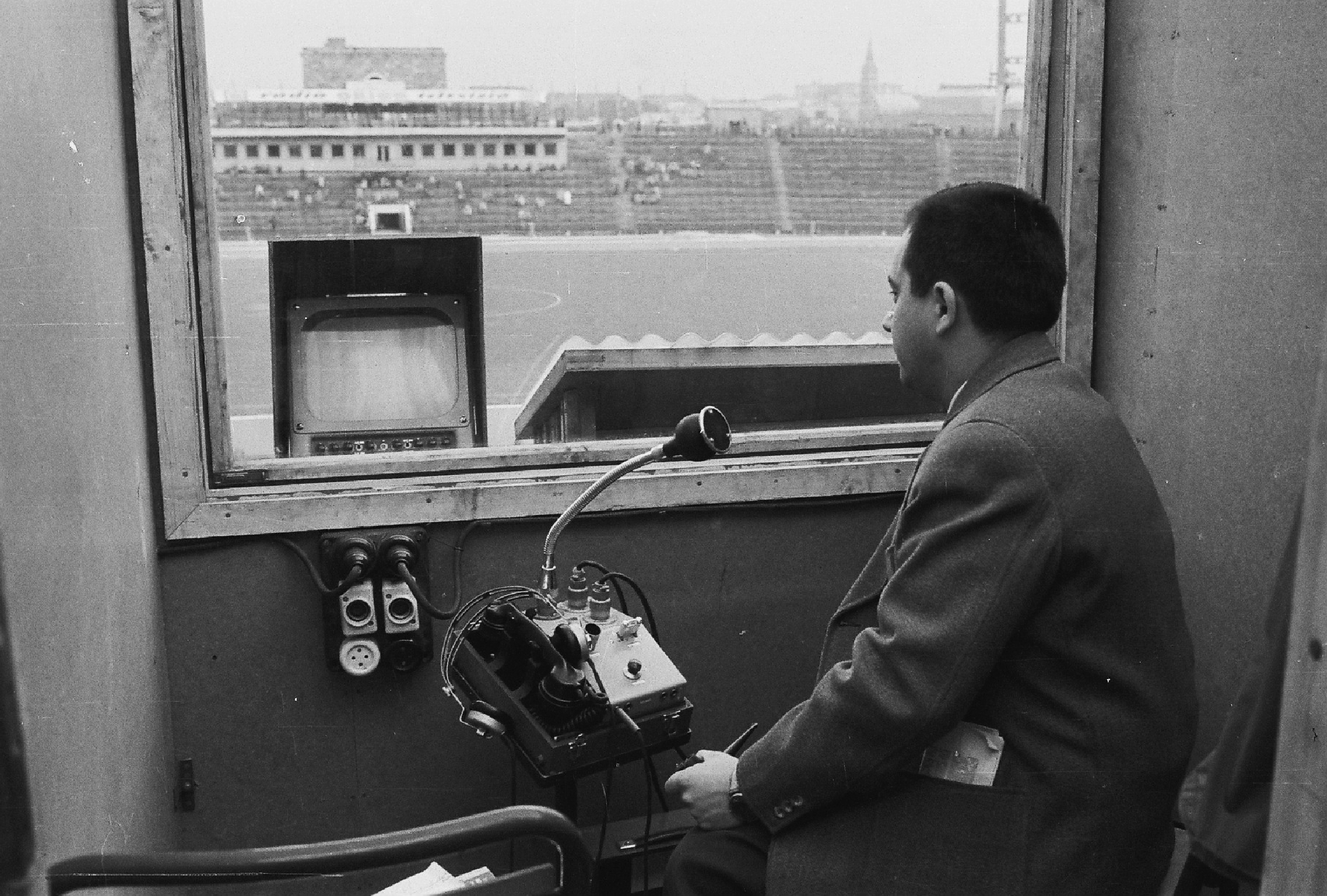
Vitray Tamás a Magyar Televízió sportkommentátori fülkéjében, 1966-ban a Népstadionban

| Műsor címe            | Bemutató | Megjegyzés                                                                                                |
| --------------------- | -------- | --- |
| Sport                 |          | Sporthírek                                                                                                |
| Telesport             | 1958     | Sportmagazin                                                                                              |
| TV Torna              | 1975     | Bérczi István és Müller Katalin, valamint Schmitt Pál családja az egész országot megtornáztatta esténként |
| Autó-motorsport       | 1973     | A Telesport technikai magazinja                                                                           |
| Csali                 | 1980     | horgásztízperc                                                                                            |
| Természetbarát        | 1973     | A Telesport turisztikai magazinja                                                                         |
| Csata fekete-fehérben | 1978     | Sakkműsor gyerekeknek                                                                                     |
| Sakk-Matt             | 1970     | sakkműsor                                                                                                 |

## Animációs és bábfilmsorozatok
- A kék egér (1999)
- A kiskosár kalandjai (1966)
- A kockásfülű nyúl (1977–79; 2008)
- A legkisebb ugrifüles (1977–78)
- A nagyeszű sündisznócska (1961–63; 1981-ben újraforgatva)
- A nagy ho-ho-horgász (1984; 1990)
- Animália (1978–86)
- Boxi (2011-2016)[3] – TV-film változat is készült belőle[4]
- Casanova kontra Kékszakáll (1972)
- Csupafül (1967–1970)
- Dörmögőék kalandjai (1988-91;1998-99)
- Egy komisz kölyök naplója (2013)
- Esti mese (1964)
- Égből pottyant mesék (1987)
- Fabulák (1988-89)
- Frakk, a macskák réme (1972–1988)
- Futrinka utca–sorozat
  - Mi újság a Futrinka utcában? (1961)
  - Futrinka utca (1980)
- Gusztáv (1966)
- Gyurmatek (1986)
- Jómadarak (1981)
- Kéménymesék
- Kérem a következőt! (1973–1974;1982–83)
- Kíváncsi Fáncsi (1986–1990)
- Krisztofóró (1990–1996)
- Kukori és Kotkoda (1972)
- La Fontaine-mesék (1973–74)
- Leo és Fred (1986-1997)
- Lóti és Futi (2013–2014)
- Magyar népmesék (1980–2012)
- Majomparádé (1994)
- Marci és a kapitány (1978)
- Mazsola és Tádé (1967)
- Mesék Mátyás királyról (1984)
- Mikrobi (1980)
- Mirr-Murr, a kandúr (1973–75)
- Misi Mókus kalandjai (1982)
- Mondák a magyar történelemből (1986)
- Peti (1961–67)
- Pityke (1981)
- Pom Pom meséi (1980–84)
- Pumukli kalandjai (1988–92)
- Rémusz bácsi meséi (1967)
- Sebaj Tóbiás (1984)
- Süni és barátai (1995–96)
- Süsü, a sárkány (1977–1984)
- Szekrénymesék (1988)
- Szimat Szörény, a szupereb (1990)
- Tinti kalandjai (1991)
- Töf-töf elefánt (1991-1994)
- Trombi és a Tűzmanó (1989-1992)
- Tüskeböki és pajtásai (1997)
- Mekk Elek, az ezermester (1974–75)
- Mézga család–sorozat
  - Üzenet a jövőből – A Mézga család különös kalandjai (1968–69)
  - Mézga Aladár különös kalandjai (1972)
  - Vakáción a Mézga család (1978)
- Vackor az első bében (1988)
- Varjúdombi–sorozat
  - Varjúdombi mesék (1980)
  - Varjúdombi meleghozók (1989)
- Vízipók-csodapók (1978–1988) – Moziváltozat is készült az első 2 évadból
- Vuk (1981) – Moziváltozat is készült belőle
- Zénó (1985)
- Zsebtévé (1966–1984)

## Ifjúsági műsorok
| Műsor címe                   | Bemutató             | Megjegyzés |
| ---------------------------- | -------------------- | --- |
| 12+                          | 2004                 | Ifjúsági magazin |
| 576 KByte                    | 1993                 | Számítástechnikai műsor |
| Ász                          |                      | |
| Bravó TV                     | 2001. július 14.     | 1997-1998-ig az RTL Klubon sugárzott, majd 2001-től 2003-ig a köztévére költözött. 2007. szeptember 8-tól az m2-n indult újra, ezúttal csak zenékkel foglalkozott.                                                 |
| Cigánykerék                  | 1985. március 17.    | Gyermek bohócokkal |
| Cimbora                      | 1973. szeptember 15. | Ifjúsági magazinműsor É. Szabó Márta vezetésével. 2007-ben átköltözött a Duna Televízióra. Főcímdalát Cseh Tamás énekli.                                                                                           |
| Elektor Kalandor             | 1993                 | Műsorvezető: Dévényi Tibor |
| Halló fiúk, halló lányok!    | 1966. január 27.     | Ifjúsági zenés magazinműsor. Műsorvezető: Antal Imre. 1970 decemberében lett vége, az utolsó évben "Halló, vagy amit akartok" néven futott a műsor                                                                 |
| Három kívánság               | 1981                 | Műsorvezető: Dévényi Tibor |
| Iskolatelevízió              | 1963                 | |
| Kacagóra a Bábszínházban     |                      | |
| Kölyökidő                    | 1989                 | 1989–1997 között futott ifjúsági műsor |
| Radír                        | 1987. május 17.      | 4 részes félórás ifjúsági sorozat. Itt fiatal diákok játszanak el különböző élethelyzeteket, amelyek a műsor második felében beszélgetés formájában feldolgozásra kerülnek (hasonlóan a Családi kör című műsorhoz) |
| SzEGAsztok!                  | 1993. október 18.    | Videojáték-bemutató műsor |
| Tibi bácsi elintézi          | 2004                 | Műsorvezető: Dévényi Tibor |
| TTT – Tízen Túliak Társasága | 1969. február 12.    | Ifjúsági magazin. Az első műsorvezetője Gálvölgyi János volt, de későbbi műsorvezetők között volt Jónás Rita is.                                                                                                   |

## Tévésorozatok
| Műsor címe                                        | Bemutató             | Megjegyzés | Epizódok száma                |
| ------------------------------------------------- | -------------------- | --- | ----------------------------- |
| A 78-as körzet                                    | 1982. február 20.    | Vígjátéksorozat. Rendező: Palásthy György | 6                             |
| Abigél                                            | 1978. április 14.    | Rendező: Zsurzs Éva | 4                             |
| A Black Rose vár titka                            | 2002. január 7.      | Magyar-német ifjúsági sorozat | 13                            |
| A bunker                                          | 1978. február 1.     | Sci-fi sorozat. Író: Zsoldos Péter, Forgatókönyvíró: Boldizsár Miklós, Rendező: Horváth Ádám | 6                             |
| A falu jegyzője                                   | 1986. december 2.    | Rendező: Zsurzs Éva | 4                             |
| A fekete város                                    | 1972. január 1.      | Rendező: Zsurzs Éva | 7                             |
| A feladat                                         | 1976. június 4.      | Sci-fi sorozat. Író: Zsoldos Péter, Forgatókönyvíró: Zsoldos Péter – Várkonyi Gábor Rendező: Várkonyi Gábor | 3                             |
| A harmadik határ                                  | 1976. április 8.     | Lengyel–magyar koprodukciós filmsorozat | 8                             |
| A játszma                                         | 1976. július 11.     | Írta: Bán Ernő és Németi Gyula, Rendező: Szemes Marianne | 3                             |
| A névtelen vár                                    | 1981. november 27.   | Rendező: Zsurzs Éva | 6                             |
| A védelemé a szó                                  | 1988. február 4.     | 1 évados jogi drámasorozat. Író: Pálmai Gyula és Zimre Péter, Rendező: Gaál Albert | 6                             |
| Angyalbőrben                                      | 1990. szeptember 28. | Rendező: Gát György, Szurdi Miklós | 13                            |
| A 0416-os szökevény                               | 1970. április 7.     | Rendező: Keleti Márton | 5                             |
| Appassionata                                      | 1984. december 4.    | Író: Szilvási Lajos, Forgatókönyvíró: Mihályfi Imre és Nádassy László, Rendező: Mihályfi Imre | 3                             |
| Aranyborjú                                        | 1974. április 25.    | Irodalmi adaptáció kortárs viszonyokra átírva. Írók: Ilf és Petrov, Forgatókönyv: Gyurkó László, Rendező: Szinetár Miklós | 3                             |
| A százegyedik szenátor                            | 1967. június 6.      | Írta: Geszti Pál és Gimes György. Rendező: Keleti Márton | 3                             |
| A Szórád-ház                                      | 1997. szeptember 24. | Rendező: Mihályfi Imre. Forgatókönyvíró: Marosi Gyula | 4                             |
| A tenger                                          | 1982. augusztus 4.   | Író: Fehér Klára, Forgatókönyvíró: Semsei Jenő, Rendező: Mészáros Gyula | 6                             |
| A Tenkes kapitánya                                | 1964. január 11.     | Rendező: Fejér Tamás | 13                            |
| Az Aranykesztyű lovagjai                          | 1968. április 13.    | Rendező: Keleti Márton | 5                             |
| Az én nevem Jimmy                                 | 1990. május 27.      | Félórás ifjúsági sci-fi sorozat. Író: Lőrincz L. László, Rendező: Bohák György | 4                             |
| Az isztambuli vonat                               | 1981. szeptember 8.  | Magyar-olasz minisorozat | 4                             |
| Az öreg bánya titka                               | 1973. január 6.      | Rendező: Fejér Tamás | 5                             |
| Az öt zsaru                                       | 1998. november 13.   | Bűnügyi sorozat. Rendező: Rozgonyi Ádám | 6                             |
| Átok                                              | 2010. március 10.    | Rendező: Mátyássy Áron. 3 évados |                               |
| Berlioz élete                                     | 1987. április 8.     | Magyar-francia-kanadai-szovjet életrajzi drámasorozat | 6                             |
| Beszterce ostroma                                 | 1976. december 19.   | Író: Mikszáth Kálmán Rendező: Zsurzs Éva | 3                             |
| Bors                                              | 1969. január 19.     | 3 évados sorozat. Rendező: Herskó János, Palásthy György, Markos Miklós, Szabó István, Simó Sándor, Sándor Pál, Fazekas Lajos | 15                            |
| Budapesten harcoltak                              | 1968. február 16.    | II. világháború idején játszódó sorozat, amely egy partizáncsoportról szólt. Írta Csilik Gábor és Soproni János. Rendezte: Szőnyi G. Sándor | 3                             |
| Capitaly                                          | 2002. január 9.      | Fél órás vígjátéksorozat. 1 évados. Író: Trunkó Barnabás. Rendező: Balázs Péter | 12                            |
| Dániel                                            | 1982. október 1.     | Munkacíme: Mozgólépcső. Vígjátéksorozat, író: Szakonyi Károly Rendező: Szalkai Sándor | 6                             |
| Egy csésze fekete                                 | 1996. szeptember 18. | Történelmi antológia sorozat a XX. század legérdekesebb bűnügyeiről. Forgatókönyv: Nagy Atilla Kristóf. Rendező: Paczolay Béla | 3                             |
| Egy óra múlva itt vagyok...                       | 1973. április 13.    | Rendező: Wiedermann Károly | 14                            |
| Eszmélet – Epizódok József Attila életéből        | 1989. április 10.    | Forgatókönyv: Dobai Péter és Madaras József Rendező: Madaras József. Tévésorozat József Attila életéről. | 5                             |
| Európa messze van                                 | 1996. január 7.      | Félórás drámasorozat. Német-osztrák-magyar koprodukció. Író: Petényi Katalin, Rendező: Kabay Barna | 6                             |
| Égető Eszter                                      | 1989. február 3      | Író: Németh László, Rendező: Hintsch György Főszerepben: Inna Csurikova (magyar hangja: Törőcsik Mari) | 6                             |
| Életképek                                         | 2004. március 30.    | Rendező: Horváth Ádám | 114                           |
| Én, Prenn Ferenc                                  | 1969. március 20.    | Író: Lengyel József | 3                             |
| Éretlenek                                         | 1995. április 14.    | 2 évados ifjúsági sorozat | 26                            |
| És mégis mozog a föld                             | 1973. december 24.   | Író: Jókai Mór: Forgatókönyvíró: Kapás Dezső, Szántó Erika, Hajdufy Miklós Rendező: Hajdufy Miklós | 3                             |
| Família Kft.                                      | 1991. október 13.    | 9 évados szituációs komédia. Rendező: Szurdi Miklós | 385                           |
| Fapad                                             | 2014. október 5.     | 1 évad. Első fele az M1-en, második fele a Dunán | 12 + 12                       |
| Faustus doktor boldogságos pokoljárása            | 1984. január 27.     | Író: Gyurkó László, Rendező: Jancsó Miklós | 9                             |
| Fekete krónika                                    | 2004                 | Antológiasorozat, megtörtént történelmi bűnügyek alapján Ráth-Végh István írásaiból. Rendező: Pajer Róbert | 7                             |
| Fele királyságom                                  | 1990. május 6.       | 10 perces ifjúsági filmsorozat Fehér Klára írásaiból. | 13                            |
| Felelet                                           | 1975. április 10.    | Író. Déri Tibor, Rendező: Zsurzs Éva | 8                             |
| Forma 1                                           | 1990. április 8.     | Kb. 45 perces kanadai-francia-magyar drámasorozat. Magyar író:: Boldizsár Miklós, Magyar rendező: Várkonyi Gábor | 13                            |
| Freytág testvérek – Jelenetek egy családregényből | 1989. május 21.      | Író: Thiery Árpád, Rendező: Nemere László | 5                             |
| Frici, a vállalkozó szellem                       | 1993. május 17.      | Magyar vígjátéksorozat | 30                            |
| Gabi és Dorka                                     | 1969                 | 6-8 perces rövidfilm-sorozat egy Gabi nevű kislányról és Dorka nevű kutyájáról | 12                            |
| Géniusz, az alkimista                             | 2010. március 3      | Rendező: Soós Péter. Író: Fonyódi Tibor. | 3                             |
| Glóbusz                                           | 1993. február 15.    | Drámasorozat | 5                             |
| Gyalogbéka                                        | 1985. december 14.   | Rendező: Fejér Tamás | 10                            |
| György barát                                      | 1972. október 6.     | Forgatókönyvíró: Nemeskürty István, Rendező: Hajdufy Miklós | 3                             |
| Hacktion                                          | 2011. október 5.     | 2 évad, majd újabb 4 évad Hacktion: Újratöltve címmel | 30 (1-2. évad) 49 (3-6. évad) |
| Hajónapló 89-09                                   | 2008. október 17.    | Antológia sorozat, amely különböző történeteket dolgoz fel a Magyarországról a rendszerváltás után 20 évvel, epizódonként más-más rendezővel (pld.: Mátyássy Áron, Török Ferenc, Fonyó Gergely, Bodzsár Márk)                                              | 12                            |
| Hello, doki!                                      | 1997. január 13.     | 1 évados sorozat, Rendező: Bacsó Péter | 6                             |
| Honfoglalás                                       | 1963. október 15.    | Író: Illés Béla–Thurzó Gábor Rendező: Mihályfi Imre | 3                             |
| Hosszú utazás                                     | 1985. július 11.     | Magyar-olasz antológiasorozat Dosztojevszkij három kisregényéből. Itthon csak 10 évvel később mutatták be a 2-es csatornán. Forgatókönyvírók: Luigi Codingnola, Franco Giraldi és Szántó Erika. Rendező: Franco Giraldi                                    | 3                             |
| Híres szökések                                    | 1974. január 12.     | Francia–olasz–svájci–belga–magyar koprodukciós antológiasorozat ismert történelmi szökésekről a VI. és XIX. század között. A sorozat két epizódjában Jókai Mór és Hegedüs Géza írásaiból történt adaptáció; a magyar rendezők: Rényi Tamás és Makk Károly. | 13                            |
| Hungária kávéház                                  | 1977. január 15.     | Magyar–NSZK tévéfilmsorozat. | 13                            |
| Irgalom                                           | 1973. október 19.    | Író: Németh László, Forgatókönyvíró-Rendező: Hintsch György | 6                             |
| Így, ahogy vagytok                                | 2010                 | Rendezte: Makk Károly. Forgatókönyvíró: Kertész Ákos, Makk Károly, Bereményi Géza. Munkacíme: Farkasbőrben. A mozifilm tévésorozatos változata | 3                             |
| Johann Sebastian Bach                             | 1985. október 23.    | Magyar–NDK minisorozat. Forgatókönyvíró–Rendező: Lothar Bellag | 4                             |
| Julianus barát                                    | 1991. december 22.   | Magyar–olasz minisorozat. Forgatókönyv: Lendvai György-Koltay Gábor Rendező: Koltay Gábor | 3                             |
| Kántor                                            | 1976. november 11.   | Rendező: Nemere László | 5                             |
| Kávéház                                           | 2001. október 4.     | 1 évados vígjátéksorozat. Író: Vajda Anikó – Kern András Rendező: Valló Péter | 13                            |
| Keménykalap és krumpliorr                         | 1974. május 18.      | Rendező: Bácskai Lauró István | 4                             |
| Kémeri                                            | 1985. július 4.      | Történelmi bűnügyi sorozat. Rendező: Mihályfy Sándor, Horváth Tibor, Félix László | 5                             |
| Kérnék egy kocsit!                                | 2000. július 11.     | Tévésorozat. Rendező: Usztics Mátyás | 4                             |
| Két pisztolylövés                                 | 1980. február 15.    | Magyar krimisorozat Mág Bertalan regényéből. Rendező: Rényi Tamás | 3                             |
| Kicsi a bors…                                     | 1983. szeptember 25. | Ifjúsági sorozat. Írta: Marék Veronika, Szerkesztő–rendező: Takács Vera | 12                            |
| Kincskereső kisködmön                             | 1968. február 24.    | Ifjúsági tévésorozat Író: Móra Ferenc, Forgatókönyvíró: Szemes Mihály, Rendező: Katkics Ilona | 6                             |
| Kis Romulusz                                      | 1995. január 11.     | Bűnügyi sorozat. Rendezte: Bacsó Péter | 6                             |
| Kísértés                                          | 1977. szeptember 15. | Történelmi minisorozat. Író: Székely János, Forgatókönyvíró: Szántó Erika és Esztergályos Károly, Rendező: Esztergályos Károly | 3                             |
| Kisváros                                          | 1993. június 30.     | Bűnügyi sorozat. Rendező: Várkonyi Gábor, Fazekas Lajos, Balogh Zsolt, Pajer Róbert | 195                           |
| Klipperek                                         | 2005. október        | 2007 szeptemberétől 2008 decemberéig Klipperek 2.0 néven futott |                               |
| Komédiások (Színház az egész...)                  | 2000. február 17.    | Tévésorozat. Rendezője: Bujtor István és Márton István. Később a Hálózat TV-n folytatódott Színház a kulisszák mögött címmel. | 9                             |
| Könyveskép                                        | 2004. március 2.     | Antológiasorozat, amelyben kortárs és XX. századi írók novelláit, regényrészleteit dolgozták fel félórás, dramatikus formában. |                               |
| Kutyakomédiák                                     | 1992. december 12.   | Szatírikus vígjátéksorozat, Rendezte: Várkonyi Gábor | 3                             |
| Különös házasság                                  | 1984. november 13.   | Rendező: Zsurzs Éva | 4                             |
| Küszöbök                                          | 1979. március 2.     | Történelmi minisorozat, Író: Berkesi András, Rendező: Mészáros Gyula | 6                             |
| Lili                                              | 2003. szeptember 12. | 3 részes családi vígjátéksorozat. Forgatókönyvíró: Bacsó Péter és Makk Károly. Rendezte: Makk Károly | 3                             |
| Linda                                             | 1984. november 2.    | 4 évados bűnügyi sorozat. Rendező: Gát György, Szurdi Miklós | 22                            |
| Liszt Ferenc                                      | 1982. október 26.    | Magyar-NSZK-olasz-francia-brit életrajzi drámasorozat | 16                            |
| Maigret                                           | 1993. március 20.    | Brit-magyar koprodukcióban készült bűnügyi tévéfilmsorozat | 12                            |
| Marslakók                                         | 2012. március. 4     | Napi televíziós sorozat. Három hónapig futott |                               |
| Mátyás, a sosem volt királyfi                     | 2006. december 16.   | Az ifjú Mátyás királyról szóló ifjúsági sorozat | 3                             |
| Megtörtént bűnügyek                               | 1974. április 13.    | Bűnügyi sorozat Fóti Andor és Mág Bertalan történetei alapján. Rendező: Bácskai Lauró István, Mészáros Gyula | 8                             |
| Mesélő városok                                    | 1972. december 29.   | A Világirodalmi magazin c. műsor "spin-off"-ja. Egyes epizódokban az adott városban (vagy országban) élt írók rövid műveit mutatták be mini-tévéjátékszerűen                                                                                               | 5                             |
| Mint oldott kéve                                  | 1983. március 10.    | Rendező: Révész György | 7                             |
| Mire megvénülünk                                  | 1979. május 11.      | Író: Jókai Mór Forgatókönyvíró: Liszkay Tamás, Rendező: Horváth Ádám | 6                             |
| Moselbrücki történet                              | 1991. október 10.    | Német-osztrák-magyar koprodukciós filmsorozat | 30                            |
| Munkaügyek – Irreality show                       | 2012. március 18.    | Három és fél évad az M1-en, a negyedik évad befejezése a Dunán volt (majd további két évad készült még ezen felül) | 92 (1–4. évad) 59 (4–6. évad) |
| Na végre, itt a nyár!                             | 2002. szeptember 8.  | Ifjúsági televíziós sorozat, amely egy vele egyidőben forgott mozifilmen alapult. Forgatókönyvíró: Tímár Péter Rendező: Fonyó Gergely | 12                            |
| Nero, a véres költő                               | 1977. december 8.    | Tévéjáték Kosztolányi Dezső azonos című regényéből. Forgatókönyvíró: Lendvai György. Rendező: Szőnyi G. Sándor | 3                             |
| Nyitott könyv                                     | 1969. november 8.    | Antológia sorozat kortárs magyar írók műveinek feldolgozásával. Egyes epizódokban egy (vagy több) műnek a keresztmetszetét mutatták be mini-tévéjátékszerűen (az epizódot néha bevezeti az íróval folytatott rövid beszélgetés)                            |                               |
| Nyolc évszak                                      | 1987. március 24.    | Rendező: Várkonyi Gábor | 8                             |
| Nyomozók társasága                                | 1970. november 8.    | Francia–japán–kanadai–magyar–NSZK félórás krimi sorozat. Írók: Marcel Jullian és Francis Veber, rendezők: Gilles Grangier, Serge Korber | 13                            |
| Oly korban éltünk...                              | 1967. március 4.     | Munkacíme: Harcban. Forgatókönyvíró: Őrsi István és Mészöly Tibor, Rendező: Mihályfi Imre | 4                             |
| Optimisták                                        | 1985. szeptember 4.  | Minisorozat Sinkó Ervin azonos című regényéből. Forgatókönyvírók: Dömölky János, Schulze Éva, Sükösd Mihály, Szántó Erika, Rendező: Dömölky János | 7                             |
| Orrom krumpli, hajam kóc!                         | 1988                 | Negyedórás bohóctréfa sorozat cirkuszbeli karakterekkel Író: Csukás István, Rendező: Vadkerty Tibor | 10                            |
| Öregberény                                        | 1993. december 2.    | Rendező: Málnay Levente | 21                            |
| Özvegy és lánya                                   | 1983. december 8.    | Történelmi minisorozat Kemény Zsigmond azonos című regényéből. Forgatókönyv: Görgey Gábor – Horváth Z. Gergely Rendező: Horváth Z. Gergely | 4                             |
| Őrjárat az égen                                   | 1970. március 15.    | Rendező: Mihályfi Imre | 4                             |
| Őrsbéli krónikák (A Dongó őrs kalandjai)          | 1980. november 23.   | 6 részes ifjúsági tévéfilmsorozat Író: Marék Veronika és Takács Vera. Rendező: Takács Vera | 6                             |
| Patika                                            | 1994. december 5.    | 1 évados vígjátéksorozat. Rendező: Koltai Róbert | 14                            |
| Petőfi                                            | 1981. január 1.      | Történelmi drámasorozat. Rendező: Horváth Ádám | 6                             |
| Példázat                                          | 1964. november 10.   | Író: Mesterházi Lajos, Rendező: Zsurzs Éva | 3                             |
| Pirx kalandjai                                    | 1973. március 2.     | Sci-fi sorozat. Rendezők: Kazán István és Rajnai András | 5                             |
| Pocok, az ördögmotoros                            | 1974. február 17.    | Forgatókönyvíró: Urbán Ernő Rendező: Fejér Tamás | 4                             |
| Presszó 10 év                                     | 2008. szeptember 26. | A Presszó mozifilmnek a 10 évvel későbbi folytatása sorozat formában. | 12                            |
| Princ, a katona                                   | 1966. december 2.    | Rendező: Fejér Tamás | 13                            |
| Privát kopó                                       | 1993. január 14.     | Bűnügyi tévésorozat. Rendező: Szurdi Miklós | 6                             |
| Rabigában                                         | 2002. november 5.    | Bolgár-magyar tévésorozat. 1987-ben készült, de Magyarországon csak 2002-ben mutatták be. | 9                             |
| Régimódi történet                                 | 2006. december 25.   | Rendező: Bereményi Géza. 6 részes minisorozat | 6                             |
| Rizikó                                            | 1993. április 24.    | Félórás vígjáték-drámasorozat. Író: Keller Zsuzsa | 8                             |
| Robog az úthenger                                 | 1977. január 29.     | Vígjátéksorozat. Rendező: Bednai Nándor | 6                             |
| Rózsa Sándor                                      | 1971. augusztus 20.  | Rendező: Szinetár Miklós | 12                            |
| Sándor Mátyás                                     | 1980. december 9.    | Magyar–olasz–francia–NSZK tévéfilmsorozat | 6                             |
| Sakk, Kempelen úr!                                | 1976. november 9.    | Tévéjáték. Rendező: Bednai Nándor | 3                             |
| Senki nem tér vissza(it)                          | 1990. február 7.     | Magyar–olasz–francia minisorozat. Alba de Céspedes azonos című regényéből írta Tullio Pinelli. Rendező: Franco Giraldi | 4                             |
| Sobri                                             | 2003. november 26.   | Rendező: Novák Emil | 6                             |
| Sólyom a sasfészekben                             | 1974. január 4.      | Bűnűgyi sorozat. Forgatókönyv: Aczél János és Semsei Jenő Rendezte: Szőnyi G. Sándor | 4                             |
| Suli–buli                                         | 1979                 | Pantomimjátékon alapuló 10 perces ifjúsági rövidfilmsorozat. Rendezte: Varsányi Ferenc | 3                             |
| Svédcsavar                                        | 1975. október 12.    | Ifjúsági minisorozat. Író: Mezei András, Rendező: Mamcserov Frigyes | 3                             |
| Szálka, hal nélkül                                | 1984. február 25.    | Író: Gyurkovics Tibor Rendező: Dobray György | 6                             |
| Szájhősök                                         | 2012. február 17.    | Zenés vígjátéksorozat, amelyet két epizód után megszüntettek. | 2                             |
| Szende szélhámosok                                | 1968. augusztus 9.   | Félórás sorozat. Írta: Polgár András, Rendező: Wiedermann Károly | 4                             |
| Széchenyi napjai                                  | 1985. február 21.    | Történelmi minisorozat Rendező: Horváth Ádám | 6                             |
| Szindbád nyolcadik utazása                        | 1989. szeptember 10. | Rendező: Rajnai András | 12                            |
| Szomszédok                                        | 1987. május 7.       | Teleregény. Rendező: Horváth Ádám | 331                           |
| Sztrogoff Mihály                                  | 1977. július 28.     | Nemzetközi (köztük magyar) koprodukciós kalandfilm-sorozat | 7                             |
| Tüskevár                                          | 1967. április 3.     | Rendező: Fejér Tamás | 8                             |
| T.I.R                                             | 1988. május 23.      | Olasz-magyar-svájci sorozat. | 12                            |
| Tűzvonalban                                       | 2007. szeptember 8.  | 4 évados bűnügyi tévésorozat. A 3. évad után átköltözött a Duna Televízióra. Rendező: Soós Péter, Pajer Róbert, Fésős András | 57 (1–3. évad) 12 (4. évad)   |
| Utazás a Holdba                                   | 1975. május 23.      | Tévéjáték Író: Verne Gyula, Forgatókönyvíró-Rendező: Csányi Miklós | 3                             |
| Utánam, srácok!                                   | 1975. május 31.      | Rendező: Fejér Tamás | 6                             |
| Űrgammák                                          | 1995. november 10.   | Ifjusági sci-fi sorozat. Rendező: Eckhardt Balázs, Kozma Péter, Antók Tamás, Nagy Imre, Soós Péter, Szinetár Gábor | 160                           |
| Világirodalmi magazin                             | 1966. október 2.     | Antológia sorozat külföldi írók műveinek feldolgozásával. Egyes epizódokban egy (vagy több) rövid művet mutattak be mini-tévéjátékszerűen |                               |
| Villa a Lidón                                     | 1972. június 9.      | Bűnügyi sorozat. Írta: Gimes György, Rendező: Keleti Márton | 4                             |
| Vivát, Benyovszky!                                | 1975. november 16.   | Magyar-csehszlovák történelmi dráma | 13                            |
| Vizivárosi nyár                                   | 1964. december 1.    | Írta: Horváth Márton. Rendezte: Várkonyi Zoltán | 3                             |
| Wagner                                            | 1983. december 20.   | Brit-magyar életrajzi drámasorozat | 10                            |
| Zokogó majom – Egy élhetetlen család kálváriája   | 1981. szeptember 30. | Történelmi minisorozat Író: Bálint Tibor Forgatókönyv: Bálint Tibor és Várkonyi Gábor: Rendezte: Várkonyi Gábor | 5                             |
| Zrínyi                                            | 1973. szeptember 28. | Történelmi tv-játék. Író: Örsi Ferenc, Rendező: Zsurzs Éva | 3                             |
| Z. szerkesztő emlékezetes esetei                  | 1978. július 7.      | Antológia sorozat. Írta: H. Barta Lajos. Rendező: Szőnyi G. Sándor | 5                             |

Megjegyzések:
1. A Fekete krónika sorozatból 2004-ben három rész,[19] 2014-2015-ben újabb négy rész készült (utóbbi a Médiatanács programjának filmgyártási támogatásával)
2. A Kossuthkifli és az Egynyári kaland című sorozat még az MTV Zrt. megrendelésre készült 2013-ban, illetve 2014-ben, de aztán csak 2015-ben kerültek bemutatásra, immár a Duna TV-n.

## Tévéfilmek
Tévés produkciók rögzítését 1959 szeptemberében kezdték el, korábbiakról – az élő adás miatt – nem készült felvétel.
Egyes tévéfilmek saját adássorozathoz tartoztak.
Emellett a '70-es és '80-as években zajló Veszprémi Tévétalálkozókon színészek és tévés szakemberek mellett számos tévéfilmet is bemutattak (és díjaztak).
A felsorolt produkciók egy vagy kétrészes tévéfilmek, tévéjátékok. Amennyiben az MTV koprodukcióban készítette a tévéfilmet valamely filmstúdióval, akkor a tévés premiert mozis forgalmazás előzhette meg. A címek után zárójelben a tévépremier dátuma szerepel.

### 1950-es évek
- Tanya a viharban (1958. március 21.)[* 1]
- Papucs (1958. május 3.)
- Vacsora a Hotel Germániában (1958. június 29.)[* 2]
- Sakknovella (1959. január 25.)
- Tartalékos vőlegény (1959. március 28.)
- A nagy ékszerész (1959. április 25.)
- 1919 május (1959. május 21.)
- Egy ablak világít (1959. június 20.)
- Brávó, emberke! (1959. július 19.)
- Egy, kettő, három (1959. szeptember 13.)[* 3]
- Próbáld meg, Daddy! (1959. október 17.)
- Vitézek és hősök (1959. október 31.)
- Menyasszonytánc (1959. november 28.)

### 1960-as évek
- Százházas lakodalom (1960. január 9.)
- Vihar a Sycamore utcában (1960. május 28.)
- Zsuzsi (1960. március 19.)
- Rómeó, Júlia és a sötétség (1960. május 8.)
- Nyolc hold föld (1960. augusztus 13.)
- Aranyfácán (1960. augusztus 27.)
- Legyező (1960. október 8.)
- Az utolsó pillanat (1960. november 12.)
- Nő a barakkban (1961. január 28.)
- Mindenki gyanús(1961. február 25.)
- A szaxofon (1961. július 22.)
- Cédula a telefonkönyvben (1961. augusztus 20.)
- Veréb utcai csata (1961. október 7.)
- Menekülés a börtönbe (1962. január 21.)
- A házasságok a földön köttetnek (1962. február 17.)
- Urak és emberek (1962. szeptember 27.)
- Vacsora a Hotel Germániában (1962. november 25.)[* 4]
- Ne éljek, ha nem igaz! (1962. december 25.)
- Élektra (1963. január 13.)
- Kreutzer-szonáta (1963. április 15.)
- Epeiosz-akció (1963. május 19.)
- Prakovszky, a siket kovács (1963. augusztus 10.)
- A tőr (1963. szeptember 28.)
- Egy csónak visszafordul (1963. október 10.)
- A felhők fölött mindig süt a nap (1963. október 30.)
- Egy pár papucs (1964. február 8.)
- Dáma, hetes, ász (1964. február 29.)
- Éjszaka is kézbesítendő (1964. március 11.)
- Hűség (1964. április 16.)[* 5]
- Öröklakás (1964. május 23.)
- Ezerév (1964. június 3.)
- Világos feladja (1964. augusztus 2.)
- Váltás (1964. augusztus 18.)
- Ők tudják, mi a szerelem (1964. szeptember 2.)
- Ivan Iljics halála (1965. február 28.)
- A helység kalapácsa (1965. március 13.)
- Az asszony beleszól (1965. május 6.)
- A tenger csendje (1965. május 8.)
- Anna három apja (1965. november 25.)
- Egyszer egy királyfi (1965. december 11.)
- Kristóf, a magánzó (1965. december 26.)
- Barbárok (1966. március 13.)
- Nem vagyunk angyalok (1966. április 4.)
- Légy ügyes a szerelemben! (1966. május 14.)
- Moliére: Kénytelen házasság (1966. június 30.)
- Moliére: Scapin furfangjai (1966. július 9.)
- Látszat és valóság (1966. július 16.)[* 6]
- Voltaire, avagy Nehéz üzlet az értelem (1966. augusztus 14.)
- "Az élet szép, tenéked magyarázzam?" (1966. október 22.)[* 7]
- Kakuk Marci szerencséje (1966. november 27.)
- Vidám vasárnap (1966. december 18.)
- Én, Strasznov Ignác, a szélhámos (1966. december 25. )
- Igen-nem királykisasszony (1966. december 25.)
- Veszedelmes labdacsok (1967. január 1.)
- Othello Gyulaházán (1967. január 14.)
- Lavina (1967. február 7.)
- Könnyű kis gyilkosság (1967. március 19.)
- Sellő a pecsétgyűrűn (1967. március 23.)
- Tök az adu (1967. április 1.)
- Világraszóló lakodalom (1967. április 4.)
- A Morrison-ügy (1967. május 21.)
- Jaguár (1967. szeptember 3.)
- A szerelem törékenysége (1967. szeptember 6.)
- Máglyák Firenzében (1967. október 1.)
- Az ördögök teste (1967. október 7.)
- Úton (1967. október 15.)
- Dobozy Imre: Egy nap a paradicsomban (1967. október 30.)
- Miért beszél annyit Mrs. Piper? (1967. december 25.)
- 7 kérdés a szerelemről… és 3 alkérdés (1968. január 7.)[* 8]
- Családi tűzhely (1968. február 4.)
- A ravaszdi leányzó és az IBUSZ-vendégek (1968. március 10.)
- Az írnokok kálváriája (1968. március 15.)
- Három találkozás (1968. március 24.)[* 9]
- Malva (1968. március 28.)
- A koppányi aga testamentuma (1968. április 4.)[* 10]
- Bözsi és a többiek–tévéfilmek
  - Bözsi és a többiek I.: Ötletek nőnapra (1968. április 4.)
  - Bözsi és a többiek II.: Vendégségben (1969. május 1.)
  - Bözsi és a többiek III.: Érettségi találkozó (1971. január 16.)
- Paradicsomi játékok (1968. április 12.)
- Kira Georgievna (1968. szeptember 5.)
- Hogyan érik az ember? (1968. augusztus 31.)
- Vigyori (1968. szeptember 1.)
- Aranyszoba (1968. szeptember 20.)
- Irány Mexikó! (1968. szeptember 21.)
- Az OP-ART kalap (1968. október 19.)
- Holtág (1968. november 1.)
- Mondd a neved (1968. november 6.)
- A bíró és a hóhér (1968. november 16.)
- Két nap júliusban (1969. január 31. )
- Komédia a tetőn (1969. február 28.)
- Fáklyaláng (1969. március 14.)
- Sammy (1969. április 19.)
- A szájkosár (1969. május 4.)
- Pásztoróra ( 1969. június 7.)
- A borotva éle (1969. június 10.)
- Legenda a páncélvonatról (1969. augusztus 15.)
- Sárga rózsa (1969. augusztus 19.)
- VII. Olivér -  Egy király , aki nem akar király lenni (1969. augusztus 30.)
- A kormányzó (1969. szeptember 14.) [* 11]
- Triptichon (1969. szeptember 21.)[* 12]
- A Hanákné-ügy (1969. október 17.)
- Az ember tragédiája (1969. október 19.)
- Krisztina szerelmese (1969. október 31.)
- Halálnak halála (1969. november 27.)[* 13]
- Voronyezs (1969. december 12.)
- Egy önérzet története (1969. december 25.)

### 1970-es évek
- Komisznak lenni életveszélyes (1970. február 17.)
- Az utolsó ítélet (1970. március 13.)
- Volt egyszer egy borbély (1970. március 20.)[* 14]
- A revizor (1970. április 1.)
- Kedd, szerda, csütörtök (1970. április 4.)
- Üvegkalitka (1970. április 24.)
- Ráktérítő (1970. május 2.)
- Kisasszonyok a magasban (1970. június 9.)
- Só Mihály kalandjai (1970. augusztus 19.)
- Tisztújítás (1970. szeptember 5.)
- Levelek Margitnak (1970. szeptember 11.)
- Talpig úriasszony (1970. szeptember 19.)
- Játékok olasz módra (1970. szeptember 29.)[* 15]
- Tizennégy vértanú (1970. október 6.)
- Német László: Eklézsia megkövetés (1970. október 18.)
- Hatholdas rózsakert (1970. október 23.)
- Pillangó (1970. október 24.)
- Igéző (1970. október 31.)
- Gimnazisták (1970. november 6.)[* 16]
- Kéktiszta szerelem (1970. november 28.)
- Mindannyiotok lelkiismerete megnyugodhat… (1970. december 18.)
- Feleségem hagyatéka (1970. december 19.)
- Sose fagyunk meg (1971. január 1.)
- Álkatonák (1971. január 14.)
- A hetedik kocsi (1971. február 5.)
- Nagylegények (1971. február 10.)[* 17]
- Vargabetű (1971. április 2.)
- Papírkivágások (1971. április 9.)
- Neveletlenek (1971. április 30.)
- Rézpillangó (1971. július 30.)
- Remetekan (1971. szeptember 8.)
- Széchenyi meggyilkoltatása (1971. szeptember 24.)
- A Danaida (1971. október 8.)
- A nyelvtudós (1971. október 17.)
- A gyáva (1971. október 22.)
- Asszonyok mesélik (1971. november 5.)
- Felfedezés az erdőben (1971. november 12.)
- A legutolsó (2. műsor, 1971. november 26.)
- Médeia (1971. december 14.)
- Névtelen csillag (2. műsor, 1971. december 15.)
- Budai Nagy Antal (1971. december 26.)[* 18]
- A képzelt beteg (1972. január 11.)
- Jó estét nyár, jó estét szerelem (1972. február 10.)
- Kicsik és nagyok (1972. február 18.)[* 19]
- Diagnózis (2. műsor, 1972. március 3.)[* 20]
- Az elszabadult idő (1972. március 18.)
- Ászja (1972. április 14.)
- Pályakorrekció (1972. május 19.)
- Három affér (1972. május 21.)[* 21]
- Régi idők mozija (2. műsor, 1972. július 5.)
- Öt férfi komoly szándékkal (1972. július 23.)
- Fekete macska (1972. augusztus 19.)
- A Müller család halála (1972. október 13.)
- A főnök (1972. december 5.)
- Aranyliba (1972. december 17.)
- Kiskirályok (1972. december 25.)
- Örkény István: Az ember melegségre vágyik (1973. január 12.)
- Bolond és szörnyeteg (1973. február 7.)
- Boldog órák (1973. február 11.)
- 1001. kilométer (1973. február 28.)
- A lámpás (1973. március 6.)
- Csalódások (1973. április 4.)
- Heten, mint a gonoszok (1973. április 23.)
- Francia tanya (1973. április 25.)
- A Lúdláb királynő (1973. május 13.)
- Felhőfejes (2. műsor, 1973. május 18.)
- A visszhang titka (1973. június 3.)
- Lázadók (1973. június 5.)[* 22]
- Ágyak a horizonton (1973. június 8.)
- Zaharij ikonfestő bűnös szerelme (2. műsor, 1973. június 12.)
- A labda (1973. június 13.)
- A láp (1973. június 29.)
- Gőzfürdő (1973. július 20.)
- Orosz asszony (1973. augusztus 10.)
- Velünk kezdődik minden (1973. szeptember 7.)
- Alvilági játékok (1973. november 25.)
- Vanyusin gyermekei (1973. december 9.)
- Uraim, beszéljenek! (1974. február 1.)
- Feje fölött holló (1974. március 7.)
- Ozorai példa (1974. március 15.)
- A bolondok grófja (1974. április 4.)
- –1 °C (2. műsor, 1974. április 13.)
- 12 egy tucat (1974. június 5.)
- III. Béla (1974. június 23.)
- Gyilkosok (1974. június 25.)
- Dunakanyar (1974. június 30.)
- Hannibál utolsó útja (1974. augusztus 4.)
- Bródy Sándor: A medikus (1974. augusztus 11.)
- Kaputt (1974. augusztus 30.)
- III. Richárd (1974. szeptember 27.)
- Méz a kés hegyén (1974. október 11.)
- Egy nap tavasz (1974. október 15.)
- Egy ember és a többiek (1974. október 23.)
- Portugál királylány (1974. december 6.)
- Ficzek úr (1974. december 22.)
- Ida regénye (1974. december 24.)
- Téli sport (1974. december 25.)
- Volpone (1975. február 15.)
- Topaze (1975. május 10.)
- Egy nap Jersey szigetén (1975. május 29.)
- A dunai hajós (1975. július 15.)
- Ciklámen (1975. szeptember 13.)
- Tornyot választok (1975. szeptember 26.)
- János király (1975. október 1.)
- A Rókus-templom harangjai (1975. október 10.)
- Férfiak akiket nem szeretnek (1975. november 2.)
- Advent öröme (1975. november 14.) [* 23]
- Bach Arnstadtban (1975. december 28.)
- Asztalos István: A fekete macska (1976. január 28.)
- Inkognitóban Budapesten (1976. március 7.)
- Daruszegi vasárnapok (1976. április 4.)
- A méla Tempefői (1976. április 11.)
- Félpenny (1976. május 9.)
- Bonca-filmek
  - Barátom, Bonca (1976. május 14.)
  - Legyél te is Bonca! (1984. december 25.)
- Szépség Háza (1976. július 23.)
- Százéves asszony (1976. szeptember 3.)
- Oszlopos Simeon (1976. szeptember 4.)
- Le a cipővel! (1976. szeptember 11.)
- Agónia (1976. szeptember 25.)
- A vonatok reggel indulnak (1976. október 12.)
- Csongor és Tünde (1976. október 22.)
- Násznép (2. műsor, 1976. december 7.)
- Miért? avagy A tévések elmentek.. (2-es műsor, 1976. december 15.)
- Utolsó padban (1976. december 25.)
- Legenda a nyúlpaprikásról (1976. december 25.)
- Tizenegy több mint három (2. műsor, 1976. december 29.)
- 6-os számú kórterem (2.  műsor, 1977. január 5.)
- A zöldköves gyűrű (1977. január 13.)
- Festetlen arcok (1977. január 21.)[* 24]
- Nem lőnek, csak fúj a szél (1977. február 2.)
- Luther Márton és Münzer Tamás, avagy a könyvelés bevezetése (2. műsor, 1977. február 6.)
- A tizenhetedik nap (1977. február 15.)
- Őszi versenyek (2. műsor, 1977. február 15.)
- Lángelmék a szigeten (1977. március 23.)
- Felső-Ausztria (1977. április 16.)
- Az elnökasszony (1977. április 29.)
- Bovári úr (1977. május 13.)[* 25]
- Néró és a VII/A. (1977. július 1.)
- Űrtörténetek (1977. július 20.)[* 26]
- A lőcsei fehér asszony (1977. augusztus 5.)
- A fantasztikum betör a detektívregénybe, avagy Daibret felügyelő utolsó nyomozása (1977. augusztus 24.)
- Égi csikón léptet a nyár... avagy egy kisdobos őrs különös napjai (1977. október 9.)
- Császárlátogatás (1977. október 14.)
- A 78-as autóbusz útvonala - Kis kitérővel (1977. október 26.)
- Naponta két vonat (1977. november 3.)
- Sir John Falstaff (1977. november 11.)
- Segítsetek! Segítsetek! (1977. december 15.)
- A bosszú (2-es műsor, 1977. december 20.)
- Szerelem bolondjai (1977. december 24.)
- Csutak a mikrofon előtt (1977. december 26.)
- Kisfiúk és nagyfiúk (1977. december 28.)[* 27]
- Második otthonunk:[* 28]
  - Az SZTK (1978. január 21.)
  - Az áruház (1978. március 18.)
  - A munkahely (1978. augusztus 5.)
  - Házi mulatságok (1979. július 5.)
- Katonák (1978. február 10.)
- Vámhatár (1978. március 3.)
- Késő őszi esti órán (1978. március 4.)
- Randevú éjfélkor (1978. március 4.)[* 29]
- Volt egyszer egy színház... (2.-es műsor, 1978. március 9.)
- Ha mi, halottak, föltámadunk (1978. március 17.)
- Ebéd (1978. május 1.)
- Ítélet előtt–tévéfilmek[* 30][21]
  - Baleset (1978. május 5.)
  - A negyedik menet (1979. szeptember 21.)
  - Lacika (1979. október 24.)
  - Tyúktolvajok (1979. december 21.)
  - Kaptam-csaptam (1980. január 16.)
  - Farkasok (1981. június 19.)
  - A tettes is áldozat (1982. június 2.)
  - Egy lány halála (1982. december 28.)
  - Kezdők (1983. március 3.)
- Földünk és vidéke (1978. május 27.)
- Bezzeg a Töhötöm (1978. május 28.)
- A hiba (1978. június 1.)
- Illetlenek (1978. július 16.)
- Negyedik forduló (1978. augusztus 4.)
- A miniszterelnök (1978. szeptember 2.)
- Az elefánt (1978. szeptember 10.)
- A csillagszemű (1978. október 7.)
- Beszélgetések Szókratésszal (1978. október 12.)
- Mire a levelek lehullanak (1978. október 25.)
- Fent a Spitzbergáknál (1978. november 9.)
- Philemon és Baucis (1978. december 14. )
- Mákszem Matyi (1978. december 26.)
- A leváltott és a kinevezett (1978. december 27.)
- Hullámzó vőlegény (1979. január 1.)
- Rejtekhely (2. műsor, 1979. január 9.)
- Szegény Dániel (1979. január 13.)
- A Zebegényiek (1979. április 15.)
- A nagyenyedi két fűzfa (1979. április 16.)
- Meztelenül (1979. április 18.)
- Vakáció a halott utcában (1979. május 1.)
- Léda - egy farsangi éj komédiája (1979. június 22.)
- Szerelmeitek emléke (2. műsor, 1979. június 29.)
- Sértés (1979. július 11.)
- Úszó jégtáblák (1979. július 15.)
- Rab ember fiai (1979. július 18.)
- Napforduló (1979. augusztus 3.)
- Kiálts, város! (1979. augusztus 19.)
- A korona aranyból van (1979. augusztus 22.)
- Egésznapos riport (1979. október 12.)
- Használt koporsó (1979. december 7.)
- A dicsekvő varga (1979. december 24.)
- Forró mezők (1979. december 25.)

### 1980-as évek
- Kaptam-csaptam (1980. január 16.)
- A világ közepe (1980. január 20.)
- A nagy ékszerész (1980. január 26.)
- Intőkönyvem története (1980. március 2.)
- Szeplős Veronika (1980. március 12.)
- A Sipsirica (1980. március 23.)
- A két Bólyai (1980. április 11.)
- Részeg eső (1980. május 30.)
- Adáshiba (1980. június 20.)
- Ki lesz a bálanya? (1980. július 4.)
- Látástól vakulásig (1980. július 13.)
- Hívójel (1980. szeptember 26.)
- Nők apróban (1980. október 1.)
- Égigérő fű (1980. október 2.) [* 31]
- IV. Henrik király (1980. október 9.)
- Szerelmem, Elektra (1980. október 24.)
- Gyilkosság házhoz szállítva (1980. október 26.)
- Indul a bakterház (1980. november 12.)
- A gyilkos köztünk van (1980. november 29.)
- Tessék engem elrabolni (1980. december 26.)
- Kunkori és a kandúrvarázsló (1980. december 27.) - bábfilm
- Oroszlánszáj  (1981. január 2.)
- Apród voltam Mátyás udvarában (1981. január 8.)
- A legnagyobb sűrűség közepe (1981. február 19.)
- Védtelen utazók (1981. március 12.)
- Közjáték Vichyben (1981. április 26.)
- Halál a pénztárban (1981. május 6.)
- Messziről jött ember (1981. május 31.)
- Négy csend között a hallgatás (1981. június 25.)
- Megy a gyűrű (1981. július 24.)
- Gyilkosság a 31. emeleten (1981. augusztus 16.)
- A havasi selyemfiú (1981. szeptember 2.)
- Utolsó alkalom (1981. október 22.)
- Fekete rózsa (1981. október 23.)
- Operabál 13 (1981. november 23.)
- Minden egér szereti a sajtot (1981. december 24.) - zenés bábfilm
- Tündér Lala (1981. december 24.)
- Bolondnagysága (1982. február 11.)
- Nőuralom (1982. február 19.)
- Az aranyelefánt (1982. április 21.)
- Víkendszerelem (1982. június 6.)
- Némafilm (2. műsor, 1982. július 26.)
- Nápolyi mulatságok (2. műsor, 1982. augusztus 26.)
- Sarusok (1982. augusztus 28.)
- Glória (1982. szeptember 12.)
- Glembay Ltd. (1982. szeptember 17.)
- Solness építőmester (1982. szeptember 30.)
- Tanúkihallgatás (1982. október 10.)
- Társkeresés N 1463 (1982. november 11.)
- Három szabólegények (1982. december 24.)
- Telefonpapa (1982. december 25.)
- Napos oldal (1983. január 2.)
- Nyúl a cilinderben (1983. április 2.) - bábfilm
- A Mi Ügyünk, avagy az utolsó hazai maffia hiteles története (1983. április 16.)
- Atomzsarolás (1983. június 8.)
- Egymilliárd évvel a világvége előtt (1983. július 13.)
- Cha-Cha-Cha (1983. július 20.) [* 32]
- Százszorszép (1983. augusztus 13.) - bábfilm
- Közös kutya (1983. augusztus 21.)
- A béke szigete (1983. szeptember 9.)
- Fehér rozsda (1983. szeptember 29.)
- Az idő urai (1983. szeptember 30.) - animációs [* 33]
- Szerelmes sznobok (1983. október 23.)
- A Fekete Császár (1983. november 2.)
- Kinizsi (1983. november 7.) - báb- és élőszereplős film
- A piac (1983. december 7.)
- Háry János (1983. december 25.) – animációs
- Tizenhat város tizenhat leánya (1983. december 26.)
- Vereség (1984. március 22.)
- Defekt (1984. március 24.)
- Francia négyes (1984. március 29.)
- Egy lócsiszár virágvasárnapja (1984. április 20.)
- Csodatopán (1984. április 22.)
- A kárókatonák még nem jöttek vissza (1984. április 22.)
- Hamlet dán királyfi (1984. május 4.)
- Holnap kupaszerda! (1984. június 8.)
- Bajuszverseny (1984. szeptember 22.)
- Caligula helytartója (1984. szeptember 30.)
- Kismaszat és a Gézengúzok (1984. október 13.)
- Moliere: A nők iskolája (1984. október 14.)
- Szent Kristóf kápolnája (1984. október 28.)
- Tériszony (1984. november 10.)
- A pad (1984. november 27.)
- Csipike, az óriás törpe (1984. december 26) - bábfilm
- Postarablók (1985. január 1.)
- A hattyú halála (1985. január 17.)
- A béke hetedik napja (1985. február 14.)
- Holt lelkek (1985. május 24.)
- Parancsra tettem (1985. június 21.)
- Reggelire legjobb a puliszka (1985. június 23.)
- Klapka légió (1985. augusztus 7.)
- A fazék (2. műsor, 1985. augusztus 26.)
- Hal négyesben (1985. szeptember 22.)
- Bevégezetlen ragozás (1985. szeptember 29.)[* 34]
- Három kövér (1985. október 12.)
- Árgyílus királyfi és Tündér Ilona (1985. november 7.) - bábfilm
- Buci királyfi megpróbáltatik (1985. november 12.)
- Bródy Sándor: A tanítónő (1985. december 22.)
- A zöld torony (1985. december 25.)
- Tapsikáné fülönfüggője (1985. december 25.) - bábfilm
- Az eltüsszentett birodalom (1985. december 26.)
- Krízis (1986. január 16.)
- Egységben az erő (1986. január 23.)
- A végtelenek a párhuzamosban találkoznak (2. műsor, 1986. január 29.)
- Ember és árnyék (1986. február 13.)
- Ők tudják, mi a szerelem (1986. március 1.)
- Szemet szemért (1986. március 22.)
- Rutinmunka (1986. március 28.)
- Már megint a 7.B! (1986. március 30.)
- A fantasztikus nagynéni (1986. március 30.)
- Rafinált bűnösök (1986. május 14.)
- Rómeó, Júlia és a sötétség (1986. május 29.)
- A holtak hallgatása (1986. július 25.)
- Tizenötezer pengő jutalom (1986. augusztus 20.)
- A halhatatlan ember (1986. augusztus 28.)
- Szerelmek (1986. szeptember 26.)
- Szomorú vasárnap (1986. október 3.)
- Örökkön örökké (1986. október 19.)
- Éjféli színjáték (1986. december 24.)
- Isten teremtményei (1986. december 29.)
- Utazás az öreg autóval (1987. január 4.)
- Alpári történet (1987. január 9.)
- Sarkadi Imre: Elveszett paradicsom (1987. január 21.)[* 35][22]
- A vörös grófnő (1987. március 17.) [* 36]
- Az öreg tekintetes (1987. április 1.)
- Micike és az Angyalok (1987. április 19.)
- A csodálatos nyúlcipő (1987. április 20.) - bábfilm
- Gréti…! (egy kutya feljegyzései) (1987. május 2.) – animációs
- A világ legrosszabb gyereke (1987. május 20.)
- Bródy Sándor: A dada (1987. május 22.)
- Kedves hazug (1987. június 7.)
- Csillagvitéz (1987. június 16.) - zenés bábfilm
- Az aranyifjú (2. műsor, 1987. június 19.)
- Üvegvár a Mississippin (1987. június 28.)
- Szarkofág (1987. július 31.)
- Bánk bán (1987. augusztus 19.)
- A kaméliás hölgy (1987. szeptember 25.)
- A fekete kolostor (1987. október 2.)
- Szerelem száz háton (1987. október 3.)
- Kreutzer szonáta (1987. október 17.)
- Csinszka (1987. október 23.)
- Illatszertár (1987. december 24.)
- Czillei és a Hunyadiak (1988. március 11.)[* 37]
- Egy gazdag hölgy szeszélye (1988. március 23.)
- Ítéletidő (1988. április 23.)
- Tűrhető Lajos (1988. május 29.)
- Oszvald képmása (1988. július 10.)
- Gyere hozzám feleségül! (1988. augusztus 4.)
- Vigyázat, mélyföld! (1988. augusztus 12.)
- A nap lovagja (1988. szeptember 21.)
- Hajnali párbeszéd (1988. szeptember 30.)
- Kastély csillagfényben (1988. október 7.)
- A varázsló álma (1988. október 15.)
- Hétpróbások (1988. október 27.)
- A vendég kockázata (1988. november 9.)
- Hajnali háztetők (1988. november 12.)[* 38]
- Beszélgetések a hóhérral (2. műsor, 1988. november 18.)
- Fűszer és csemege (1988. december 14.)
- Dús király madara (1988. december 24.) - bábfilm
- Gyökér és vadvirág (1988. december 25.)
- A rablólovag (1988. december 26.)
- Boszorkánypalánta (1988. december 26.)
- Vészi Endre: A sárga telefon (1988. december 30.)
- Öcsi, a sztár (1988. december 31.)
- Randevú Budapesten (1989. március 1.)
- Almási, avagy a másik gyilkos (1989. június 23.)
- Kaland az élet (1989. július 20.)
- Akli Miklós (1989. augusztus 5.) [* 39]
- A kis cukrászda (1989. augusztus 26.)
- Hét akasztott (1989. október 1.)
- Margarétás dal (1989. október 6.)
- Éjszaka (1989. október 12.)
- Béketárgyalás, avagy az évszázad csütörtökig tart (1989. október 15.)
- Levelek a zárdából (1989. október 19.) [* 40]
- Alapképlet (1989. november 29.)
- Zsarumeló–tévéfilmek
  - Zulejka Méhkirálynő oda-vissza (1989. december 4.)
  - A kínai páros (1990. január 24.)
- Sárga pipacsok (1989. december 7.)
- Erdély aranykora (1989. december 25.)
- Látogató a végtelenből (1989. december 26.)
- Gyilkosság két tételben (1989. december 31.)[* 41]

### 1990-es évek
- Fagylalt tölcsér nélkül (1990. július 23)
- Kéz kezet mos (1990. augusztus 4.)
- Nem érsz a halálodig (1990. október 29.)
- Puskin: Anyegin (1990. november 4.)
- Édes Anna (1990. november 26.)
- Petőfi Sándor: Az apostol (1991. március 15.)
- Pénzt, de sokat! (1991. április 15.)
- Szakíts helyettem (1991. október 14.)
- Júdea helytartója (1991. október 7.) [* 42]
- Területrendezés (1991. október 21.)
- Boldog ünnepeink (1991. december 29.)
- Sárkány és papucs (1992. január 1.) - animációs
- Jön a medve! (1992. november 14.)
- Hamis a baba (1992. december 25.) [* 43]
- Razzia az Aranysasban (1993. január 23.)
- A pályaudvar lovagja (1993. március 23.)
- Vörös vurstli (1993. április 26.)
- Három boltoskisasszony (1993. május 12.)
- A tribádok éjszakája (1993. október 15.)[* 44]
- Ábel-trilógia:
  - Ábel a rengetegben (1993. december 24.) [* 45]
  - Ábel az országban (1994. május 2.)
  - Ábel Amerikában (1998. április 12.)
- Rádióaktív BÚÉK (1993. december 31.)
- A csikós (1994. január 3.)
- Az álommenedzser (1994. február 7.)
- 40 millió (1994. június 19.)
- Devictus Vincit – Legyőzve győz (1994. november 2.)
- Tükröm-tükröm (2. műsor, 1994. december 25.)
- Neonrománc (1995. január 13.)
- Feltámadás Makucskán (1995. január 18.)
- A párduc és a gödölye (1995. január 22.)
- Anna filmje (1995. március 18.)[* 46]
- Kiss Vakond (1995. április 8.) [* 47]
- A harmadik testőr (1995. augusztus 6.)
- Szarajevó kávéház (1995. szeptember 13.)
- A fáklya (1995. november 29.)
- A főgonosz (1995. december 31.)[* 48]
- Istálló (1996. október 7.)
- A három testőr Afrikában (1997. március 26.) [* 49]
- Pótvizsga (1997. május 28.)
- Szabadság tér 56. (1997. október 23.)
- Nemkívánatos viszonyok (1998. szeptember 13.)
- A rózsa vére (1999. január 22.)[* 50]

### 2000-es évek
- Zsaruvér és Csigavér–tévéfilmek
  - Zsaruvér és Csigavér I.: A királyné nyakéke (2001. december 15.)
  - Zsaruvér és Csigavér II.: Több tonna kámfor (2002. december 13.)
  - Zsaruvér és Csigavér III.: A szerencse fia (2008. április 16.)
- Mikor síel az oroszlán? (2001. december 25.)
- A szivárvány harcosa (2002. június 23.)[* 51]
- A bűvös szék (2003. május 2.)
- A titkos háború (2005. február 22.)
- A szörnyek ebédje (2005. március 28.)
- Csaó, bambinó! (2005. december 20.)
- Melyiket a kilenc közül? (2006. december 24.)[* 52]
- Szabadságharc Szebenben (2007. október 6.)
- Mázli (2009. április 22.) [* 53]
- Rózsaszín sajt (2009. december 19.) [* 54]

### 2010-es évek
- Éji séták és éji alakok (2010. december 27.)
- T.Ú.K. - Tanár Úr Kérem! (2011. április 5.)
- Keleti PU. (2011. május 20.)
- Ármány és szerelem Anno 1951 (2011. szeptember 20.) [* 55]
- Pillangó (2012. december 26.)
- Hőskeresők (2013. augusztus 27.)
- A galamb papné (2013. december 25.)
- A régi házban (2013. december 28.)
- A legyőzhetetlenek (2013. július 7.)
- Berosált a rezesbanda (2013. július 13.)
- Szabadság – Különjárat (2013. október 23.)
- A látogató (2014. április 1.)
- Vadászmese (2014. április 8.)[* 56]
- A kőmajmok háza	(2014. december 26.)
- A rajzoló (2014. február 11.)
- A berni követ (2014. február 25.)
- Utolsó órák (2014. március 7.)
- A rögöcsei csoda (2014. március 18.)

### Koprodukciós tévéfilmek
- Drága kisfiam! (1980. április 20., MTV–CBC)
- Fizetés nélküli szabadság (ru) (1983. augusztus 17., MTV–Moszfilm)
- Brigitta (1984. június 21, MTV–ORF–BR–TF1)
- A néger (1987. június 13., MTV–ZDF)
- A trónörökös (1989. január 29., MTV–ORF–BR)
- Hagyjatok békén! (1991. január 5., MTV–Thames Television)

## Vetélkedők, kvízműsorok, játékok
| Műsor címe                | Bemutató             | Megjegyzés |
| ------------------------- | -------------------- | --- |
| Az örökös                 | 2007. október 15.    | Műsorvezető: Gundel Takács Gábor |
| A Társulat                | 2007. augusztus 20.  | István, a király rockopera (rendező: Szikora János) szereposztó tehetségkutató műsora |
| Beugró                    | 2008. szeptember 13. | Korábbi TV2-s műsor, készítése a Comedy Centrallal együttműködve |
| Bízunk benned!            | 2013.                | Jótékonysági vetélkedő. Műsorvezető: Rátonyi Krisztina |
| Bűvös hatos               | 1991. május 25.      | Vetélkedő. Műsorvezető: Rózsa György |
| Csepü, lapu, gongyola     | 1983                 | |
| Elmebajnokság             | 1983                 | Műsorvezető: Egri János |
| Hovatovább                | 2000                 | Egyesületek és alapítványok versenyeztek egymással adásonként 1 millió Ft-ért Műsorvezető: Rókusfalvi Pál.                                                                                                  |
| Hoztam egymilliót!        | 2003. március 11.    | Vetélkedő, amelyben a műsorvezetővel is meg kell mérkőzni. Műsorvezető: Vitray Tamás |
| Játék határok nélkül      | 1993                 | Országok közötti játékos vetélkedő. Műsorvezetők: Geszler Dorottya, Farkas Beatrix, Borbás Mária és Gundel Takács Gábor. Egy adás erejéig vezette Vágó István, Balogh Erika, Márton Csaba és Joó Sándor is. |
| Játék határok nélkül 2014 | 2014. október 18.    | Műsorvezetők: Varga Edit – Harsányi Levente, Gundel Takács Gábor |
| Kapcsoltam                | 1979                 | Vetélkedőműsor. Műsorvezetői: Vitray Tamás, később Rózsa György 2001 őszén újra indult a TV2-n, 2004-ig |
| Kérdezz! Felelek          | 1984                 | Vetélkedő, műsorvezető: Egri János |
| Kerék Bár                 | 1989                 | Műsorvezető: Vágó István |
| Ki mit tud?               | 1962. február 13.    | A Magyar Televízió tehetségkutató műsora |
| A következő!              | 2013.                | Gundel Takács Gábor |
| Legyen szerencsénk!       | 1985. április 14.    | Műsorvezető: Rózsa György |
| Lottóshow                 | 1998                 | Szerencsejáték-sorsolás |
| Magyarország, szeretlek!  | 2011. október 2.     | Közismert emberek országismereti vetélkedője. Műsorvezető: Szente Vajk, csapatkapitányok: Csiszár Jenő, Jakupcsek Gabriella                                                                                 |
| Maradj talpon!            | 2011. október 3.     | Vetélkedő. Műsorvezető: Gundel Takács Gábor |
| Mindenből egy van         | 2011. október 7.     | Színházi improvizációs, szituációs komédia |
| Mindent vagy Semmit       | 1993                 | Műsorvezető: Vágó István |
| Quiz Fire                 | 2004                 | Műsorvezető: Rózsa György |
| Repülj most!              | 2003                 | Az utca emberét próbálják rávenni hogy hajlandó-e azonnal elutazni egy hétre egy távoli egzotikus üdülőhelyre. Műsorvezetők: Valkó Eszter, Wágner Tamás                                                     |
| Riporter kerestetik       | 1964                 | Tehetségkutató |
| Szerencsekerék            | 1993. január 2.      | Vetélkedő. 1997. október 4-től a TV2 sugározta |
| Szerencseszombat          | 2009                 | Zenés műsorral egybekötött Luxor, Joker és 5-ös lottó sorsolás. 2015-ben átkerült a Duna Televízióra. Műsorvezető: Harsányi Levente, Kiss Orsi, Kovács Áron, Mák Kata                                       |
| Telemázli                 | 1996                 | Műsorvezető: Dombóvári Gábor és Geszler Dorottya |
| Tipp-Hopp                 | 1995                 | |
| Van benne valami          | 1987                 | Műsorvezető: Vágó István |
| Zsákbamacska              | 1994. március 8.     | Műsorvezető: Rózsa György |

## Talk-show-k
| Műsor címe                   | Bemutató           | Megjegyzés |
| ---------------------------- | ------------------ | --- |
| 2 ember                      | 2002               | Műsorvezető: Vámos Miklós |
| 4 szellem                    |                    | Késő esti beszélgetések. Műsorvezető: Borbás Mária |
| Csevegés                     |                    | Műsorvezető:Fodor János |
| Desszert                     | 1994               | Műsorvezető: Kepes András |
| DTK show                     | 2011. október 4.   | Esti talkshow. Műsorvezető: D. Tóth Kriszta |
| Esti Showder Fábry Sándorral | 1998               | Első évad utána átkerült az RTL Klub-ra |
| Fábry                        | 2012.              | Esti show-műsor. Műsorvezető: Fábry Sándor |
| Lehetetlen?                  | 1994               | Műsorvezető: Vámos Miklós |
| Mestersége színész           |                    | Beszélgetések ismert színészekkel Műsorvezető: Molnár Gál Péter                                                                                       |
| Ötszemközt                   | 1973. augusztus 9. | Műsorvezető: Vitray Tamás |
| Ridikül                      | 2013. március 18.  | Női talkshow. 2015. március 15-től a Duna Televízión fut. Műsorvezető: Jakupcsek Gabriella                                                            |
| Rögtön                       |                    | Műsorvezető: Vámos Miklós |
| Szabadság tér '89            |                    | A rendszerváltás titkos aktáit feltáró műsor. Műsorvezető: Rákay Philip                                                                               |
| Szulák és más                | 2008.              | talk-show |
| Telefere                     | 1985. január 25.   | Talk-show Vitray Tamással a Mikroszkóp Színpadon. Első adás még Tóksó néven került képernyőre, de a negatív fogadtatás miatt megváltoztatták a címet. |
| Záróra                       |                    | Műsorvezető: Veiszer Alinda |

## Show-műsorok, kabarék
| Műsor címe                                   | Bemutató             | Megjegyzés |
| -------------------------------------------- | -------------------- | --- |
| A kulcs                                      |                      | Műsorvezetők: Palik László és Héder Barna |
| Apád, anyád idejöjjön!                       | 1990                 | A közönségből kiválasztott embereknek ki kellett találniuk a népszerű művészek gyerekeikkel folytatott beszélgetés során a neves személyt. Minden játékot egy közös szülő-gyerek előadás zárt. Műsorvezető: Vitray Tamás |
| Banán, pumpa, kurbli                         | 2011. október 7.     | Abszurd humor. Készítők: L'art pour l'art társulat |
| Bruhaha                                      | 1999                 | Mikó István műsora |
| Dili-buli                                    | 2001                 | Besenczi Árpád műsora |
| EuroIllúziós dalfesztivál                    | 2013. április 18.    | IHM show különkiadása. Közreműködő: Irigy Hónaljmirigy zenekar |
| EZ+AZ                                        | 1990                 | Műsorvezető: Déri János |
| Friderikusz Show                             | 1992. január 23.     | Friderikusz Sándor műsora. 1999-ben átköltözött a TV2-re |
| Gálvölgyi Show                               | 1988. január 1.      | Gálvölgyi János szórakoztató műsora, 1997-ben átköltözött az RTL Klubra |
| Gyuszi ül a fülben                           | 1989. június 29.     | Bodrogi Gyula szórakoztató műsora |
| Humort hozunk-viszünk (Humor tour-retour)    | 1988. szeptember 16. | Négyrészes magyar-osztrák-német szórakoztató tévéműsor, amely a XX. század első harmadában zajlott Budapest–Bécs–Berlin zenés kabarés életet idézi fel. Az MTV, az ORF és az SWR közös produkciója.                      |
| KamEra Varieté                               | 1991                 | Vetélkedő és show-műsor. Csapatoknak kellett tippelni feladványokra. Vendégként meghívott előadókkal és zenészekkel. Műsorvezető: Rózsa György                                                                           |
| Kató néni kabaréja                           | 2001                 | Ihos József műsora |
| Leg... leg... leg...                         | 1982                 | Műsorvezető: Rózsa György |
| Mintavöcsök                                  | 1993. október 20.    | Műsorvezető: Galla Miklós. Korábban rádiós műsorként futott. |
| NévshowR                                     | 2001                 | Műsorvezető: Dömsödi Gábor és Hajdú Péter. 2005-tól átkerült az ATV-re |
| Parabola                                     | 1962. december 10.   | Külpolitikai magazin, amely könnyedebb, "bulvárosabb" témákkal foglalkozott szatirikus formában. Kezdetben Varga József, később Árkus József volt a műsorvezető. Szilveszteri különkiadása a Szuperbola volt, 1977-től   |
| Szatelit (Selmeczi-Show)                     | 1996                 | Politikai kabaréműsor |
| Szálka, avagy Bagi és Nacsa megakad a torkán | 2011. október 14.    | Hírességeket kifigurázó show-műsor. Műsorvezető: Bagi Iván – Nacsa Olivér |
| Szeszélyes évszakok                          | 1981. március 7.     | Szórakoztató műsor. Műsorvezető: Antal Imre. 2004-ig több mint 175 adást élt meg. 2006 és 2008 között egy rövid időre újraindult az RTL Klubon Szeszélyes címmel                                                         |
| Telepódium                                   | 1981. december 31.   | Kabaréműsor |
| Televarieté                                  | 1973. április 1.     | 1973-ban egy, 1974-ben két adás. Műsorvezető: Ősz Ferenc. 1986-ban a műsort felélesztették pár adás erejéig Rózsa György műsorvezetésével.                                                                               |
| Tipp-hopp                                    | 1996                 | Vetélkedőben a csapatoknak kellett rekordokra tippelni. Műsorvezető: Rózsa György |
| Top Show                                     | 1992                 | Varieté műsor. Műsorvezető: Rózsa György |
| TV Másfél                                    | 1991. augusztus 22.  | Fiatalok kabaréja |
| Uborka                                       | 1991. december 31.   | Politikai kabaré gumibábukkal. 2001 októberében egy rövid időre átköltözött a TV2-re Friss Uborka címmel |
| Van képünk hozzá!                            |                      | A rádiókabaré legjobb jelenetei. Műsorvezető: Janklovics Péter |
| Vastyúk is talál szeget                      | 1991. november 23.   | A L’art pour l’art Társulat televíziós szórakoztató műsora, 1991 és 1996 között futott. 1998-ban átköltözött a TV2-re |
| Voga-Turnovszky Show                         |                      | Voga János és Turnovszky Tamás paródia műsora. Műsorvezető: Boros Lajos |

## Zenei műsorok

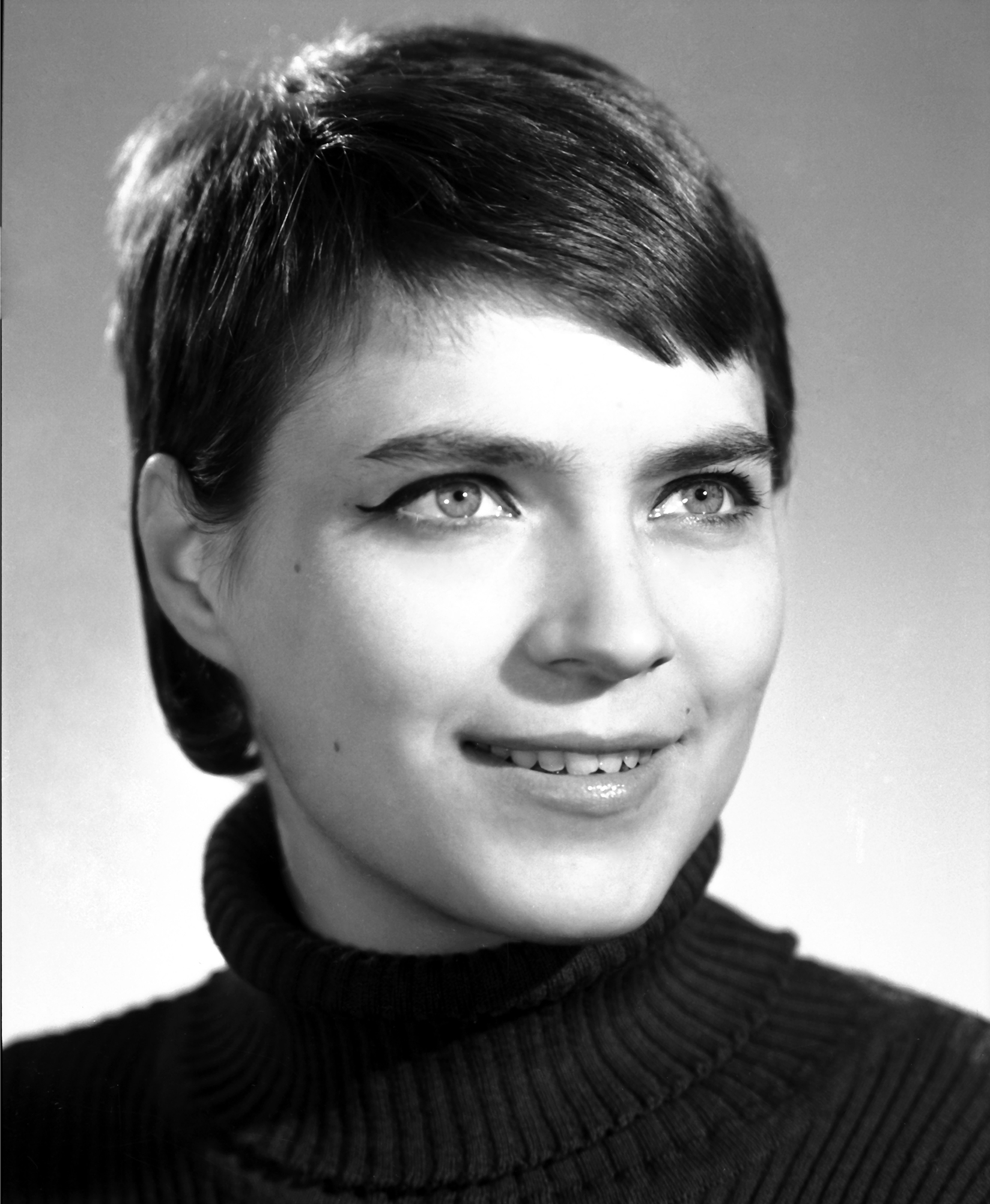
Kovács Kati

| Műsor címe                                    | Bemutató             | Megjegyzés |
| --------------------------------------------- | -------------------- | --- |
| A cél: Oslo                                   | 1996. február 24.    | Nemzeti dalválasztó műsor az 1996-os Eurovíziós Dalfesztiválra. Műsorvezető: Vágó István |
| A Dal                                         | 2012. január 28.     | Nemzeti dalválasztó műsor az Eurovíziós Dalfesztiválra. Műsorvezetők: Gundel Takács Gábor, Kapócs Zsóka, Novodomszky Éva, Buda Márton, Rátonyi Krisztina, Tatár Csilla, Harsányi Levente                                                                          |
| A legenda                                     |                      | Régi slágerek mai előadók feldolgozásában. Műsorvezetők: Mádai Vivien – Harsányi Levente |
| Amire a világ táncolt...                      | 1981. szeptember 5.  | 5 részes zenei műsor az 1920-as és 1960-as évek közötti örökzöld amerikai slágerekből. |
| Arany Rózsa                                   | 1983. augusztus 28.  | A jugoszláv, olasz, osztrák, bajor és magyar köztelevízió közös évi zenés műsora. A jugoszláv portorozsi adás után később megrendezésre került a Wörthi tó rózsája (AUT), Szentendre rózsája (HUN), Würzburg rózsája (NSZK) és a Lignano rózsája (ITA) kiadás is. |
| Áloműzők                                      | 1996                 | Késő este sugárzott zenés összeállítás nagyrészt musical és operettslágerekkel. 8 részes volt. Műsorvezetők: Garas Dezső és Bodrogi Gyula |
| Csináljuk a fesztivált!                       | 2007. január 26.     | Hazai könnyűzenei előadók adnak elő híres slágereket a tematikus évadokban, amikben megszavazák évadok slágerdalát. |
| Egymillió fontos hangjegy                     | 1976. január 3.      | Magyar zenei klippek premierjeiből készült összeállítás |
| Magyar Televízió Nemzetközi karmesterversenye | 1974. április 30.    | Időszakonként került megrendezésre (1977, 1980, 1983, 1986, 1989, 1992,1995, 1998, 2002) |
| Mi muzsikus lelkek                            |                      | Lagzi Lajcsi műsora |
| Nosztalgia bár                                | 1994                 | Hazai pop-rock együttesek, énekesek és színészek adnak elő világslágereket a hatvanas és hetvenes évekből. Műsorvezető: Cintula |
| Örökzöld dallamok                             | 1978                 | 4 részes zenés műsor |
| Popkorong                                     |                      | |
| Rohan az idő — Kedvelt dallamok               | 1976. május 15.      | 5 részes zenés műsor |
| Roxinpad                                      |                      | |
| Slágertévé                                    | 1999. november 28.   | Zenés szórakoztató műsor kéthetente vasárnap esténként, Kovács Kati és Haumann Péter műsorvezetésével. 2002. január 27-én megszűnt |
| Szuperbuli                                    | 2003                 | Mulatós szórakoztató show-műsor. Műsorvezető: Lagzi Lajcsi |
| Táncdalfesztivál                              | 1966. július 7.      | Tehetségkutató |
| Tátika – Sztárok kicsiben                     | 1991                 | Műsorvezetők: Eszményi Viktória, Heilig Gábor |
| Top40                                         |                      | A TV1-en ment minden csütörtökön 17.30-kor (ismételték szombatonként a TV2/M2-n), aminek a műsora a MAHASZ slágerlistája alapján állt össze |
| Virtuózok                                     | 2014. október 17.    | Komolyzenei tehetségkutató. Műsorvezetők: Varga Edit – Bősze Ádám |
| Zenés TV színház                              | 1972. szeptember 30. | Műsorsorozat, amelyben operák, operettek és zenés darabok TV-film változatait mutatták be |

## Kulturális magazinok
| Műsor címe                 | Bemutató             | Megjegyzés |
| -------------------------- | -------------------- | --- |
| A hét műtárgya             | 1982. február 3.     | Hetente bemutattak egy-egy képzőművészeti alkotást |
| A magyarok cselekedetei    | 1996. március 15.    | Hagyományőrző műsor |
| Aranymetszés               | 2010. szeptember 19. | Kulturális magazinműsor. Műsorvezető: Mohácsi Szilvia |
| Dob+basszus                | 2005                 | Műsorvezető: Lévai Balázs |
| Kincsestár                 | 1997                 | Kulturális műsor |
| Kortárs                    |                      | Kortárs művészetet bemutató műsor. Műsorvezető: Giró-Szász Krisztina |
| Kultúrház                  | 2004                 | Kulturális magazinműsor |
| Lyukasóra                  | 1992                 | Irodalmi műsor. A résztvevők minden találkozóra egy-egy idézettel érkeznek és a feladat a szerző vagy a fordító megfejtése Kezdetben a Magyar Televízióban, később a Duna TV-n sugározták havonta. Szerkesztő-műsorvezető: Mészöly Dezső, később pld.: Lackfi János |
| Mecénás kulturális magazin |                      | Műsorvezető: Petrányi Judit, Fehér Zsolt, Magonyi Zsolt Andreas |
| Nemzeti nagyvizit          |                      | Történelmi magazin. Műsorvezető: Horváth Szilárd |
| P`amende                   | 2011. november 18.   | Roma kulturális magazin |
| Pulzus                     | 1980                 | Könnyűzenei magazinműsor. Műsorvezető: Módos Péter |
| Stúdió                     | 1980                 | Szegvári Katalin és Érdi Sándor kulturális műsora |
| Szeretettel Hollywoodból   | 2012. március 24.    | Návai Anikó mozimagazinja |
| Unokáink sem fogják látni… | 1980. január         | Ráday Mihály városvédő műsora. 2010-ig sugározták |
| Vers mindenkinek           | 1983                 | Minden este egy-egy verset hallgathattunk meg, neves művészek előadásában |
| Zenebutik                  |                      | Műsorvezető: Juhász Előd |

## Dokumentumfilm-sorozatok
| Műsor címe                                          | Bemutató             | Megjegyzés |
| --------------------------------------------------- | -------------------- | --- |
| …és még egymillió lépés                             | 1989. január 8.      | Rockenbauer Pál dokumentumfilm-sorozata. A Másfélmillió lépés Magyarországon című filmsorozat folytatása, Velemtől Szekszárdig gyalogolnak, Sinkó László narrációjával.                                                                           |
| Afrikai örömeink                                    | 1977. szeptember 6.  | Rockenbauer Pál sorozata. |
| A Balaton élete                                     | 1993. december 24.   | Sáfrány József ismeretterjesztő filmsorozata. |
| A Déli-sarkvidéken jártunk                          | 1969. október 23.    | Rockenbauer Pál és Szabados Tamás útifilm-sorozata. |
| A magyar puszta                                     | 1983. január 29.     | Novákovits András dokumentumfilm-sorozata. |
| A megsebzett bolygó                                 | 1981. október 14.    | Dr. Balogh János és Rácz Gábor ökológiai sorozata. |
| A napsugár nyomában                                 | 1974. október 2.     | Rockenbauer Pál és Dr. Balogh János ökológiai sorozata. |
| A Rába völgye                                       | 1995. július 8.      | Orbán Ágnes dokumentumfilm-sorozata. |
| A Tisza                                             | 1992. szeptember 25. | Orbán Ágnes dokumentumfilm-sorozata. |
| A világ metrói                                      | 1986. október 25.    | Fazekas Lajos és Lovas György dokumentumfilm-sorozata. |
| Az én Afrikám                                       | 2007. február 17.    | Sáfrány József sorozata. |
| Bábel                                               | 2012. március 28.    | Dokumentumműsor. Készítők: Al Ghaoui Hesna |
| Csak ülök és mesélek…                               | 1976. szeptember 4.  | A műsor egyes riport-összeállításaiban kivételes és elgondolkodtató emberi sorsokat és történeteket mutattak be a '70-es és '80-as évekből. Műsorvezető: Vitray Tamás                                                                             |
| Európa kék szalagja, a Duna                         | 2001. december 2.    | Gyenes Károly dokumentumfilm-sorozata a Duna végig evezéséről. |
| Évmilliók emlékei                                   | 1990. március 31.    | Juhász Árpád földtörténeti sorozata. |
| Fejezetek a magyar vasutak történetéből             | 2010. szeptember 20. | Sáfrány József filmsorozata. |
| Frei dosszié                                        | 1997                 | Frei Tamás műsora. Később átköltözött az RTL Klubra, majd a TV2-re. |
| Járóföld                                            | 1996. január 23.     | Gyenes Károly és Bakos Katalin dokumentumfilm-sorozata magyarországi tájakról. |
| Kerekek és lépések                                  | 1993. november 5.    | Dokumentumfilm-sorozat. Az …és még egymillió lépés című filmsorozat folytatása, ahol kerékpáron és gyalogosan eljutnak Szekszárdtól az Alföldön és Sárospatakon át a Nagy-Milicre, Sinkó László narrációjával, de már Gyenes Károly rendezésében. |
| Kisvasutak                                          | 2003. április 15.    | Vida Mihály Zoltán és Zalán János dokumentumfilm-sorozata a magyarországi kisvasutakról. |
| Krónika – A 2. magyar hadsereg a Donnál             | 1983. január 5.      | 25 részes dokumentumsorozat. Rendező: Sára Sándor. Később moziváltozat készült belőle Pergőtűz címmel. |
| Levante vízein                                      | 1966. március 31.    | Rockenbauer Pál expedíciós filmsorozata a Földközi-tengerről. |
| Magyar tájak                                        | 1976. február 25.    | Dokumentumfilm-sorozat |
| Magyarország barlangjai                             | 1989. július 16.     | Juhász Árpád dokumentumfilm-sorozata. |
| Magyarország kisvasútjai                            | 1972. február 19.    | Rácz Gábor és Rockenbauer Pál dokumentumfilm-sorozata. |
| Magyarország nemzeti parkjai                        | 2007. július 8.      | Dokumentumfilm-sorozat |
| Magyarország története                              | 2009. április 26.    | Író-műsorvezető: Nagy György |
| Másfélmillió lépés Magyarországon                   | 1981. május 12.      | Dokumentumfilm-sorozat. Rockenbauer Pállal végigjárhattuk a magyarországi Országos Kéktúra főútvonalát, Sinkó László narrációjával. |
| Mesélő cégtáblák                                    | 1993. október 9.     | Dokumentumfilm-sorozat. |
| Nekem ne lenne hazám?                               | 1988. február 13.    | Szabados Tamás honismereti sorozata. |
| Nemzeti Park lehetne                                | 1996. december 29.   | Juhász Árpád filmsorozata. |
| On the spot                                         |                      | Világjáró magazin. Készítők: Cseke Eszter – S. Takács András |
| Rajnán innen, Dunán túl                             | 1994. május 1.       | Németország tartományainak bemutatása |
| Száz vasutat, ezeret…                               | 1997. március 8.     | Sáfrány József vasúttörténeti dokumentumfilm-sorozata. |
| Szent István Vándorlás – Az Országos Kéktúra mentén | 2002. szeptember 8.  | Peták István dokumentumfilm-sorozata az Országos Kéktúra végigjárásáról. |
| Tizenkét hónap az erdőn                             | 1988. március 15.    | Dokumentumfilm-sorozat. Erdők élővilágát mutatja be januártól decemberig. Nagyrészét a gemenci, a zempléni, a gyulaji, a budai és a pilisi erdőkben forgatták. Rendező: Rácz Gábor                                                                |
| Vasúti történetek                                   | 2011. május 13.      | Sáfrány József filmsorozata különvonatos utakról. |
| Világvedett lehetne!                                | 1992. augusztus 2.   | Szabados Tamás és Gyenes Károly sorozata. |
| Zegzugos történetek                                 | 2010. október 31.    | Dokumentumfilm-sorozat |

## Ismeretterjesztő műsorok

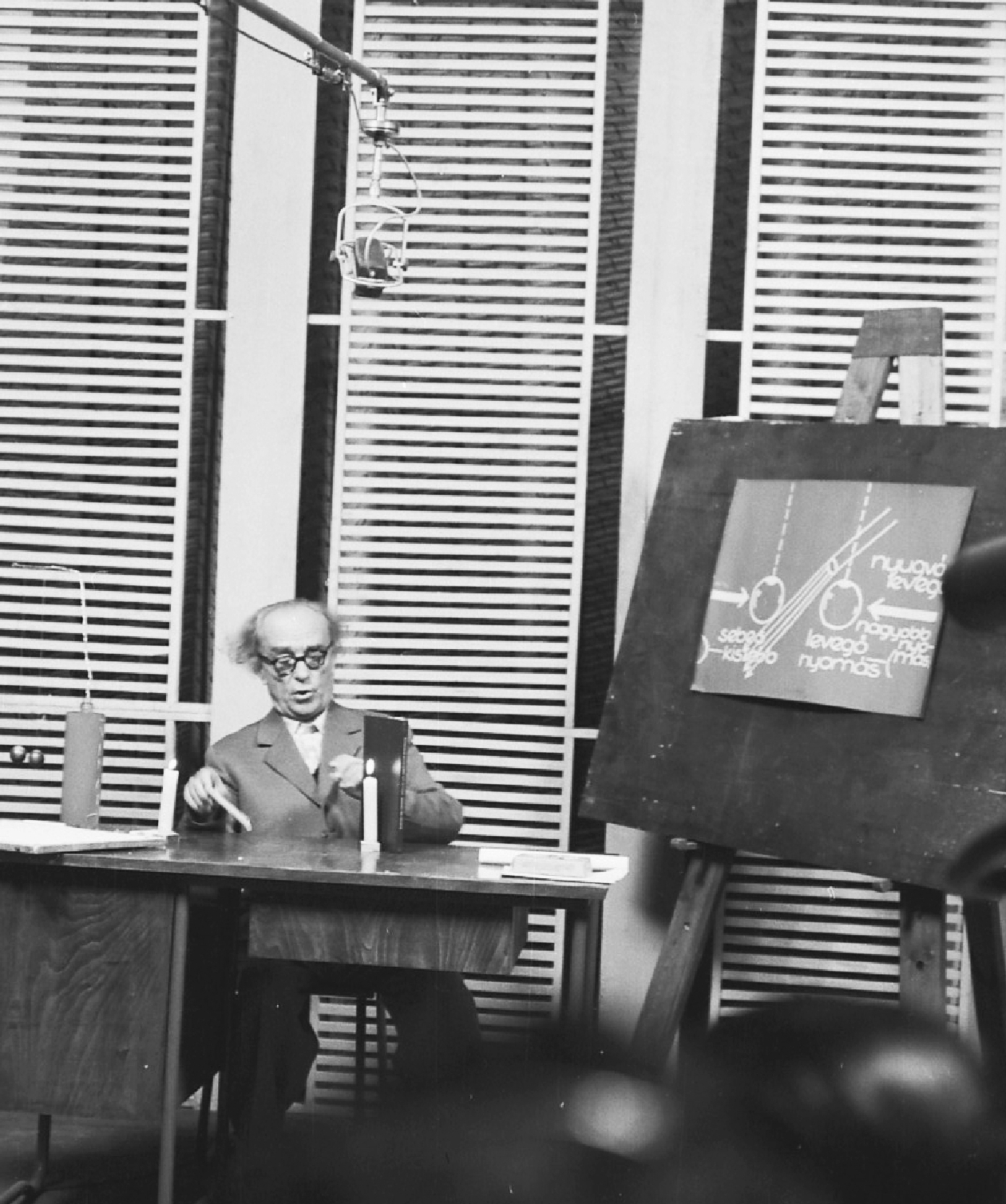
Öveges József a televízió stúdiójában (1967)

| Műsor címe                                      | Bemutató           | Megjegyzés |
| ----------------------------------------------- | ------------------ | --- |
| 100 kérdés, 100 felelet                         | 1959. november 3.  | Főszerkesztője: Öveges József professzor. A műsor 135 alkalommal volt képernyőn. |
| Álljunk meg egy szóra!                          | 1987. január 6.    | Nyelvészeti műsor, a mindennapi életben megjelenő helyesírási problémákkal és nyelvészeti kérdésekkel foglalkozott Vágó István műsorvezető és Grétsy László nyelvész-professzor közreműködésével |
| Csataterek                                      | 2013. június 1.    | A magyar történelem nagy csatái elevenednek meg a modern animáció segítségével |
| Delta                                           | 1964               | Tudományos magazin. Legismertebb műsorvezetője: Kudlik Júlia |
| Ég, föld, férfi, nő                             |                    | Országjáró műsor. műsorvezetők: Weisz Fanni – Nagy Sándor |
| Főtér                                           | 1999. november 14. | Magyarországot és környékét bemutató ismeretterjesztő sorozat. 2010-ben megszűnt |
| Gasztroangyal                                   | 2011. október 1.   | Gasztronómiai műsor. Műsorvezető: Borbás Mária. 2015. március 15-től átkerült a Duna Televízióra                                                                                                 |
| Mindentudás Egyeteme                            | 2002               | Tudományos előadássorozat a Matáv és a leányvállalata, az Axelero Internet támogatásával. Az előadásokat az M1 és a Duna is közvetítette                                                         |
| Múlt-kor                                        | 2006               | Szerkesztő-műsorvezető: Bartal Csaba |
| Nulladik típusú találkozások                    | 1990               | Műsorvezető: Déri János |
| Öveges professzor: Legkedvesebb kísérleteim     | 1968               | Öveges József műsora |
| Rejtélyes XX. század                            | 2010. november 5.  | Kun Miklós műsora |
| Szabadság tér `89 – A rendszerváltoztatás aktái | 2014. január 8.    | |

## Gazdasági műsorok
| Műsor címe         | Bemutató           | Megjegyzés |
| ------------------ | ------------------ | --- |
| Summa              | 2012. november 21. | Gazdasági magazin. Műsorvezető: Tari Judit Titanilla |
| Üzlet              | 1994               | Gazdasági hírmagazin |
| Welcome to Hungary | 1990               | Angol nyelvű gazdasági magazin (az 1990-es indulás után egy évvel magyar nyelven is jelentkezett). Az adások az USA-ban és Kanadában is bemutatásra kerültek. Műsorvezető: Váradi Júlia, Petrányi Judit, producer: Magonyi Zsolt Andreas. |
| Felkínálom         | 1980               | Pomezanski György műsora |

## Vallási műsorok
Vasárnap délelőttönként jelentkező, a történelmi egyházak életéről beszámoló műsorok, vallástudományi beszélgetések.
| Műsor címe                 | Bemutató          | Megjegyzés                                                                                             |
| -------------------------- | ----------------- | --- |
| A sokszínű vallás          |                   | |
| "Engedjétek hozzám..."     | 2007. február 27. | Kisiskolásoknak szóló vallási műsor                                                                    |
| Evangélikus ifjúsági műsor | 2006. április 5.  | |
| Evangélikus magazin        | 2014. február 9.  | |
| Hajnali Gondolatok         |                   | Vallási műsor, amiben egy-egy bibliai idézetet mondanak el. 2015. március 15-től a Duna Televízión fut |
| Katolikus krónika          |                   | Vallási műsor                                                                                          |

## Nemzetiségi és kisebbségi műsorok
| Műsor címe        | Bemutató          | Megjegyzés                                                                                       |
| ----------------- | ----------------- | ------------------------------------------------------------------------------------------------ |
| Domovina          |                   | Szlovák nyelvű nemzetiségi magazin                                                               |
| Ecranul nostru    |                   | Román nyelvű nemzetiségi magazin                                                                 |
| Életkerék         | 2013. március 22. | Magazin a romák mindennapjairól                                                                  |
| Hrvatska kronika  |                   | Horvát nyelvű nemzetiségi magazin                                                                |
| Roma magazin      |                   | A romák életét bemutató nemzetiségi magazin                                                      |
| Rondó             |                   | Kisebbségi magazin bolgárokkal, görögökkel, lengyelekkel, örményekkel, ruszinokkal és ukránokkal |
| Slovenski utrinki |                   | Szlovén nyelvű nemzetiségi magazin                                                               |
| Srpski Ekran      |                   | Szerb nyelvű nemzetiségi magazin                                                                 |
| Unser Bildschirm  |                   | Német nyelvű nemzetiségi magazin                                                                 |

## Egyéb műsorok
| Műsor címe                       | Bemutató            | Megjegyzés |
| -------------------------------- | ------------------- | --- |
| Alpok-Duna-Adria                 | 2011. október 13.   | Öt ország tartományi televízióinak közös műsora |
| Átjáró                           | 2009. július 1.     | Emberek és történetek a Kárpát-medencéből |
| Atlanti expressz                 | 1997. április 15.   | |
| Az én váram                      | 1991. június 15.    | Lakberendezési magazin |
| Családi kör                      | 1974. október 24.   | Családi problémákat beszélnek meg szakemberekkel, és színészekkel eljátszott kisfilmekben be is mutatják. 1994-ig általában havonta jelentkezett, majd 5 év szünet 1999-ben újra indult, de 2000-ben abba hagyták, majd 2019-ben a Duna Televízión indult újra, egészen 2024 februárjáig, majd kevesebb, mint 1 hónap múlva 2024 márciustól a korábbi Család barát című műsor vette fel ezt a nevet, de az már nem azonos ezzel a műsorral. |
| Csörgősipka                      | 1984. április 1.    | |
| Egy szó mint száz                |                     | |
| Esély                            | 2008. szeptember 4. | A fogyatékkal élők esélyegyenlőségi magazinja. |
| Foglalkozása: színész            |                     | Beszélgetés híres magyar színészekkel |
| Fordul a világ                   |                     | Koncz Zsuzsa műsora |
| Gazdit keresünk                  |                     | Állatbefogadó magazin. Műsorvezető: Kudlik Júlia |
| Gondolkodó                       |                     | |
| Hazajáró pillanatok              | 2014                | |
| Hírháttér                        | 1985                | Turisztikai magazin. Műsorvezető: Vinkó József |
| Hétről hatra                     |                     | |
| Juli-suli                        | 1994                | Kudlik Júlia műsora |
| Kalendárium                      | 1989                | |
| Képes nóták                      |                     | |
| Képjáték                         |                     | Műsorvezetői: Prokopp Dóra, Mara, Vágó István |
| Közjáték                         | 1992                | |
| Közügy                           |                     | Hírmagazin |
| Kriminális                       | 1993                | Bűnügyi magazin Juszt Lászlóval |
| Kuckó                            | 1968                | Környezetvédelmi magazin. Műsorvezető: Bálint Ágnes |
| Kvartett                         | 2011. október 20.   | A Visegrádi Négyek magazinműsora |
| Magyarázom a mechanizmust        | 1968                | Kampányfilmsorozat az 1968-as Új gazdasági mechanizmusról. Szakértő dr. Csikós Nagy Béla egyetemi tanár, az Árhivatal akkori elnöke |
| Magyar gazda                     | 2011. október 9.    | Agrármagazin, a hírcsatornán a mai napig látható |
| Márkás históriák                 |                     | |
| Mituház                          |                     | Azaz mindent tudó háztartás |
| Nem jogerős                      | 2000                | Jogi show-műsor, ahol a résztvevőket színészek játszották el, a bíró dr. Gáspár Miklós volt |
| Noé barátai                      |                     | Állatbarátoknak szóló műsor. Műsorvezető: Rátonyi Krisztina |
| Ön dönt                          | 1994                | A tévénézőknek kellett egy folytatásos történet cselekményét megalkotniuk |
| Önök kérték                      | 1970                | Kívánságműsor a nézők levelei alapján. 2011-ben átköltözött a Dunára. |
| Pecatúra – a horgászok magazinja | 2011. december 4.   | |
| Szabadság tér 17.                | 2005                | Híres Magyar Televíziós műsorokra emlékeznek a készítőik |
| Szél hozott, szél visz el        |                     | Halász Judit műsora |
| Szerencse híradó                 | 2010. december 23.  | |
| Tessék hívni!                    | 1994                | Műsorvezető: Dévényi Tibor |
| Úton – Európa magazin            | 1994                | |
| Útravaló                         | 2011. április 14.   | Közlekedésbiztonsági magazin |
| Virágzó Magyarország             | 2007                | |
| Zenegér                          | 1998. január 11.    | Huzella Péter műsora |
| Zöld tea                         |                     | Ökomagazin. Műsorvezető: Török Olivér |